# Différences de genre en psychologie humaine
Les différences de genre en psychologie humaine se réfèrent aux différences observées entre hommes et femmes dans les domaines habituellement étudiés dans cette discipline (tels que la personnalité, la cognition, le comportement, les émotions et les relations sociales) par le biais de méthodes scientifiques.
L'étude des différences psychologiques de genre a nourri des controverses en raison des interprétations politiques ou idéologiques qui en ont été proposées. Par exemple, ils peuvent être utilisés pour proposer des modèles de répartition des rôles sociaux. Les travaux sur les différences psychologiques de genre ne distinguent pas toujours le genre de l'assignation sexuelle.

## Concepts et terminologie

### Genre vs sexe
Il est important de différencier le genre du sexe ainsi que de le situer culturellement. Ainsi, dans la littérature scientifique anglo-saxonne, les deux termes sont différenciés. Le genre qualifierait les règles (implicites ou explicites) qui définissent les relations entre les hommes et les femmes alors que le sexe serait quant à lui défini par le biologique.
Dans la littérature scientifique francophone, sexe et genre sont confondus et désignent tant l'identité biologique que sociale[réf. nécessaire]. Marzano, docteur en psychologie et sociologie, explique que le genre serait davantage lié aux relations hommes-femmes et a fortiori l'identité sexuelle (relation avec son conjoint)[pas clair].
L’identité de genre est un processus complexe influencé par les expériences de l’individu tout au long de sa vie. Marzano définit le sexe comme une dimension physiologique qui est caractérisée par les attributs génitaux, tandis que le genre est lié à la conformité des comportements aux normes sociales de rôles attribués aux hommes et aux femmes en fonction de la culture dans laquelle ils vivent. Il existe donc des personnes dont le sexe est masculin, mais le genre féminin et vice-versa.

### Genre comme dimension continue vs genre comme dimension catégorielle

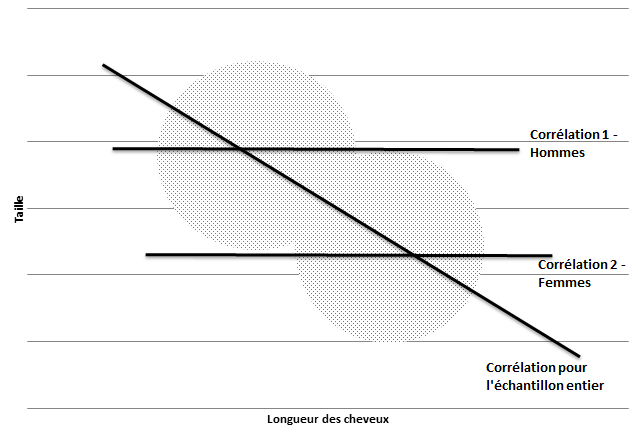
Schéma montrant les corrélations existant entre les variables taille et longueur des cheveux, au sein des groupes (ou de l'échantillon entier).

Traditionnellement, le genre est associé à deux dimensions distinctes (femmes/hommes) alors que Carothers et Reis, par une méthode taxométrique, ont montré qu’en réalité le sexe se comporte comme une variable continue.
Pour ce faire, leur raisonnement se base sur une distribution de moyennes du poids et de la longueur des cheveux d’un échantillon. Ce schéma compare les moyennes obtenues à chaque groupe (femme/homme) au groupe complet (femmes et hommes) afin d'établir la corrélation entre la variable indépendante (le genre) et les variables dépendantes (taille et longueur de cheveux). Le choix de ces variables dépendantes s'explique par le fait qu'elles sont objectivables et qu'elles différencient clairement femmes et hommes. « Les membres d'un taxon ont plus de chance de posséder des traits qui sont caractéristiques de ce taxon que ceux qui n'en font pas partie ». On voit apparaître deux groupes dans le graphique (grand et cheveux court vs petit et cheveux long) indépendamment du sexe. La taille et la longueur des cheveux ne sont pas corrélés au sein des groupes-mêmes (comme le montrent les droites de régression horizontales de chacun des groupes). Cependant, lorsqu'on regarde la droite de régression pour l'échantillon entier, on voit tout de même une corrélation. Toutefois, on ne peut pas savoir si cette corrélation est due au sexe ou aux attributs physiques mesurés.
En définitive, les différences entre les sexes ne sont rien de plus que des différences résultant de l'individu propre qu'il soit femme ou homme. L'idée que le genre est parfaitement binaire est donc contestable. Il semble plus pertinent de considérer que l'individu se place sur un continuum du plus féminin au plus masculin.

## Historique
Jusqu'au XIXe siècle, les scientifiques et les philosophes s'intéressant à l'humain considéraient le plus souvent par défaut des individus de sexe masculin. La plupart ne s'intéressaient aux femmes que dans le but d'étudier leurs différences avec les hommes. Ainsi, la nature des femmes a concerné les philosophes de toutes les époques[pas clair].
Avant l'époque moderne, peu de sources suggèrent l'existence d'un concept tel que celui de genre. Selon Sandra Boehringer, maîtresse de conférences et spécialiste en histoire grecque, la différenciation sexe / genre n'existait pas dans la Grèce antique. Cependant, la question du genre est sous-jacente dans plusieurs récits, à travers la forme de « métaphores sexuelles réelles » (hors du mythe), où des enfants hermaphrodites, au départ filles, deviennent des garçons (de manière naturelle ou par assistance chirurgicale). Elle avance l'hypothèse que le contexte culturel a joué un rôle prépondérant dans la détermination du sexe social pour ces enfants. Pour elle, l'absence ou la présence du pénis fonctionnel est le critère dominant pour l'attribution du sexe social, le sexe féminin étant le sexe par défaut.
Pendant longtemps, la référence en la matière est venue de la religion, et en particulier du récit de la Genèse. La femme y est décrite comme différente mais complémentaire à l'homme. Dans ce récit, c'est Ève qui est à l'origine du péché et de l'expulsion des humains du paradis. S.A. Shields y voit une justification séculaire de la domination de l'homme sur la femme.
Shields mentionne également une étude de Juan Huarte datant de 1575 expliquant les différences d'intelligence entre hommes et femmes par les différences de quantité des humeurs (que l'on pourrait aujourd'hui rapprocher des hormones).

### XIXesiècle

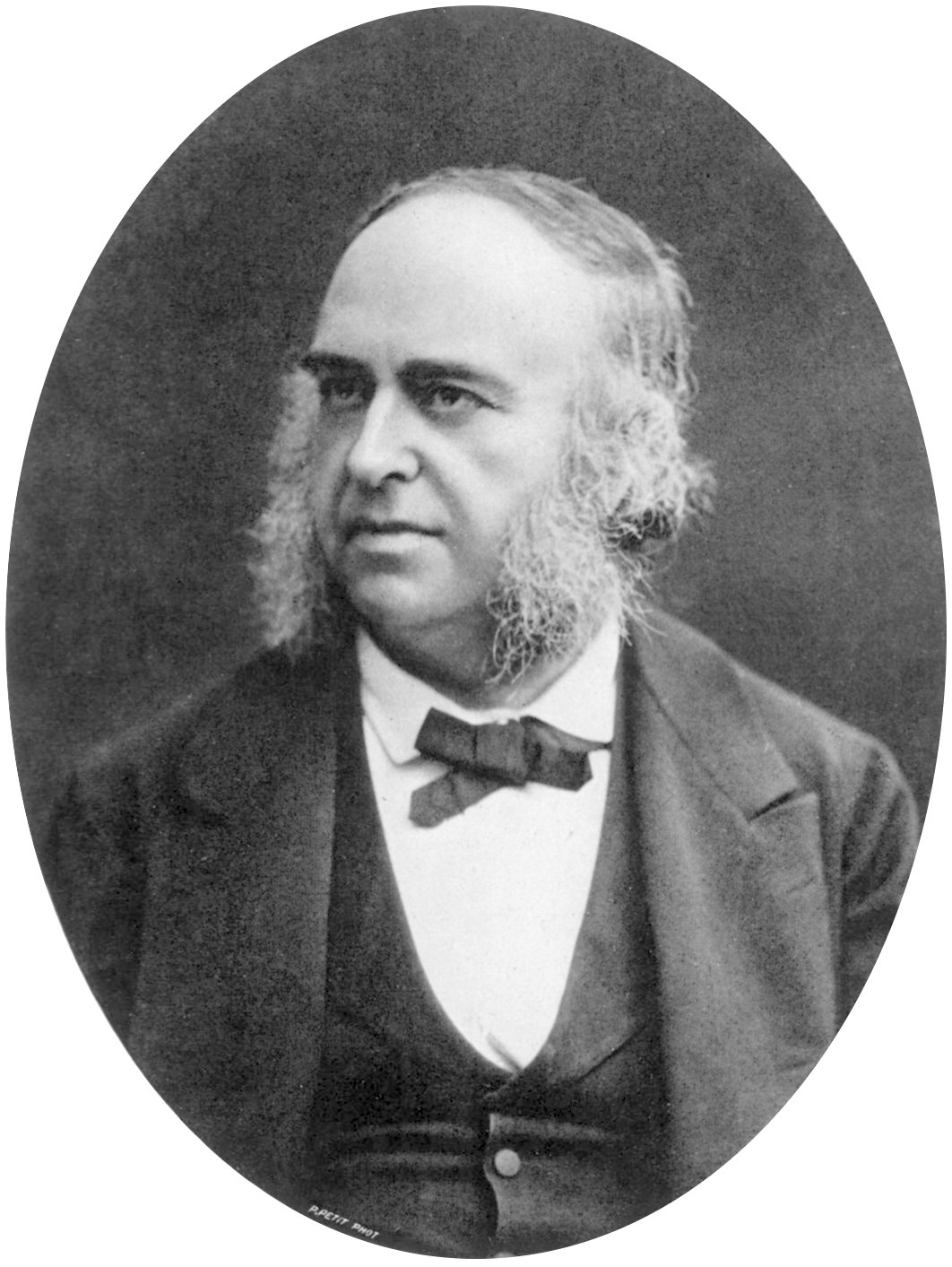
Paul Pierre Broca (1824-1880)

Les premiers travaux scientifiques sur les différences entre hommes et femmes remontent au XIXe siècle. Ainsi, en 1859, Charles Darwin donne naissance à la théorie de la sélection sexuelle dans De l'origine des espèces. Il applique ensuite cette théorie à l'Homme dans La Filiation de l'homme et la sélection liée au sexe en 1871. Cependant, il n'envisage ces répercussions que d'un point de vue anatomique ou physiologique (comme la présence de barbe chez les hommes) et non psychologique[réf. nécessaire], puisque ces « marqueurs sexuels » sont déterminants dans le choix d'un partenaire.
C'est également du XIXe siècle que remontent les premières tentatives d'étude de la spécificité d'un caractère psychologique chez la femme en comparaison avec l'homme. Elles ont concerné l'intelligence. À cet égard, Franz Joseph Gall a été un pionnier avec ses travaux de phrénologie.
Pour Gall, puisque les particularités psychiques étaient identifiables physiquement à la forme des crânes, et puisque les différences physiques entre hommes et femmes sont visibles, il devait être possible de distinguer l'intelligence des femmes de celle des hommes par l'observation minutieuse. Ainsi, il se vantait de pouvoir distinguer le cerveau d'un mâle de celui d'une femelle de n'importe quel animal - humain inclus - s'ils lui étaient présentés dans l'eau.
En 1861, Paul Broca, anthropologue français, a poursuivi les travaux de Gall. Il mesurait le poids des cerveaux pour ensuite les comparer. Il observe ainsi que le poids moyen d'un cerveau masculin est plus lourd d'en moyenne 10 % par rapport à un cerveau féminin. Il ne pense pas que cette différence s'explique entièrement par la différence de taille moyenne. Même si sa théorie a été réfutée, son argumentaire a été repris à l'époque pour justifier à la fois l'infériorité supposée des femmes et la domination intellectuelle des hommes[réf. souhaitée].

« La femme étant plus petite que l'homme, et le poids du cerveau variant avec la taille, on s'est demandé si la petitesse du cerveau ne dépendait pas exclusivement de la petitesse de son corps. […] Pourtant, il ne faut pas perdre de vue que la femme est en moyenne un peu moins intelligente que l'homme ; différence qu'on a pu exagérer, mais qui n'en est pas moins réelle. Il est donc permis de supposer que la petitesse du cerveau de la femme dépend à la fois de son infériorité physique et de son infériorité intellectuelle »

— Paul Broca ,  Sur le volume et la forme du cerveau.
Pendant ce temps, aux débuts de la psychologie scientifique, les travaux ont majoritairement porté sur des étudiants en psychologie, très majoritairement masculins. En 1910, Helen Thompson Woolley se plaindra d'un manque de scientificité dans le domaine de la psychologie féminine et ira même jusqu'à insinuer que les auteurs dans ce domaine sont de mauvaise foi.
De son côté, Sigmund Freud met au point la psychanalyse et propose une explication des différences entre hommes et femmes située dans l'enfance, en particulier au Complexe d'Œdipe. Pour Freud, les comportements liés au sexe ont donc un caractère acquis, et non innés.

### XXesiècle
Au tournant du siècle, apparaît l'hypothèse de variabilité dans le livre Man and Woman d'Havelock Ellis. Cette hypothèse se fonde sur l'observation qu'il y avait plus d'hommes que de femmes parmi les génies, ainsi qu'au sein des institutions pour malades mentaux. Elle postule donc que les hommes ont une propension à plus de variabilité d'intelligence que les femmes. Karl Pearson contestera cette hypothèse et, à la suite d'études anthropométriques sur déférentes populations, la qualifiera de « principe largement non prouvé ». Ce fut le début d'un débat vigoureux entre Ellis et Pearson, qui participa à la popularisation de cette hypothèse. Si certaines explications évolutionnistes ont été proposées pour étayer cette observation, John Stuart Mill sera le premier auteur à privilégier l'explication de la différence d'éducation donnée aux femmes à l'époque, ainsi que la tendance humaine à se conformer aux attentes sociales liées au sexe[non pertinent].
À la suite d'une expérience impliquant 25 femmes et 25 hommes pendant près de 20 heures de tests individuels sur leurs capacités intellectuelles, motrices et perceptives, Helen Thompson-Wooley conclut que l'hypothèse de variabilité part du postulat discutable que des différences physiques impliquent des différences psychiques et que ces explications évolutionnistes négligent les facteurs environnementaux.
En 1914, dans l'une des premières véritables études scientifiques des différences entre hommes et femmes sur une propriété psychologique, l'intelligence, Edward Thorndike conclut que les différences inter-sexes sont plus faibles que les différences intra-sexe.
En 1918, Leta Stetter Hollingworth publie ce qui constitue probablement la première méta-analyse des études disponibles sur les différences de genre dans les caractéristiques mentales, bien que cette méthode ne sera formellement mise au point que dans les années 1980. Elle conclut qu'il y a peu de preuves de la réalité de ces différences. Ces deux exemples montrent que l'étude scientifique des différences entre hommes et femmes est alors devenu une réalité.

En 1930, Margaret Mead, anthropologue américaine perçue comme l'une des pionnières sur la notion de genre, introduit le concept de rôle sexuel. Elle avance, dans son livre Mœurs et sexualité en Océanie, que les tempéraments ne sont pas exclusivement déterminés par le sexe mais sont diversement construits, en fonction de la société. 

« Si certaines attitudes, que nous considérons comme traditionnellement associées au tempérament féminin - telles que la passivité, la sensibilité, l'amour des enfants - peuvent si aisément être typique des hommes d'une tribu, et dans une autre, au contraire, être rejetées par la majorité des hommes comme des femmes, nous n'avons plus aucune raison de croire qu'elles soient irrévocablement déterminées par le sexe de l'individu. »

— Margaret Mead
En 1949, Simone de Beauvoir, publie le premier tome de son livre, Le deuxième sexe. Elle y distingue, sur le plan théorique, la femelle de la femme. De par la citation « On ne naît pas femme, on le devient. Aucun destin biologique, psychique, économique ne définit la figure que revêt au sein de la société la femelle humaine ; c’est l’ensemble de la civilisation qui élabore ce produit intermédiaire entre le mâle et le castrat qu’on qualifie de féminin », elle exprime clairement que le genre est donc une construction sociale acquise, qui n'est pas innée. Elle remet donc en question les classifications naturalistes existantes. Ce livre, à l'origine d'une polémique sans précédent, a été l'initiateur du mouvement féministe et a inspiré beaucoup de femmes[évasif].

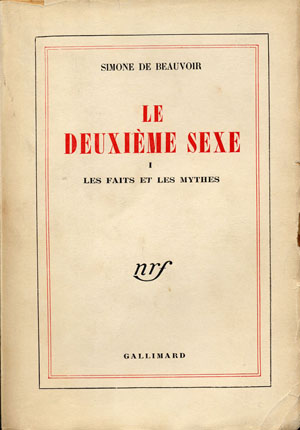
Simone de Beauvoir, Le deuxième sexe, 1949

En 1955, John Money met en évidence chez certains de ses patients une certaine forme d'inadéquation entre sexe et genre[réf. nécessaire]. À la suite de ces études sur l’ambiguïté sexuelle, le terme de genre est employé dans une dimension psychologique afin de spécifier le fait que l’on se sente plus homme ou femme. Selon Money, peu importe le sexe, un enfant élevé en garçon se sentira garçon, et il en est de même dans le cas inverse. Cet auteur s'intéressera aussi à la question de l'hermaphroditisme qu'on appelle plus communément aujourd'hui l'intersexuation. Ainsi, lorsque le sexe n'est pas clairement défini anatomiquement, le rôle ne peut pas non plus être clairement défini. Le genre permettrait donc de désigner l'écart entre le sexe et le rôle.
En 1968, Robert Stoller, psychiatre et psychanalyste américain, introduit la distinction terminologique entre le sexe et le genre, grâce à ses études sur la transidentité, tandis que Money travaille plus sur la question de l'hermaphrodisme. Il est donc le premier à relier le sexe au biologique et le genre à l'identification psychologique. Selon lui, le sexe n'est pas l'unique vecteur de l'identité sexuelle. L'environnement socioculturel, biographique et historique joue un rôle prépondérant sur celle-ci. Stoller parle d'identité de genre (Gender Identity) pour séparer homosexualité et transidentité, que cela soit en termes d'identité de genre ou bien d'orientation sexuelle.
En 1970, John Money et Anke Ehrhardt, sexologues, insistent sur la distinction à réaliser entre le sexe (déterminé anatomiquement et physiologiquement) et le genre (renvoyant à l'expérience contingente de soi comme homme ou femme). De plus, ils considèrent qu'il faut distinguer le rôle de genre (gender role), désignant les comportements « publics » d'une personne et l'identité de genre (gender identity), l'expérience « privée » que la personne a d'elle-même.
En 1972, Ann Oakley rend un point de vue critique de cette distinction, l'inscrivant pour la première fois dans une dimension féministe. Dans son livre Sex, Gender and Society, elle distingue donc : le sexe, invariant, renvoyant à la distinction biologique entre mâle et femelles; et le genre, contingent et modifiable par l'action politique, renvoyant à la distinction culturelle entre les rôles sociaux, les attributs psychologiques et les identités des hommes et des femmes.
L'ouvrage The Psychology of Sex Differences publié en 1974 par Eleanore Maccoby et Carol Jacklin conclut à une grande ressemblance psychologique entre hommes et femmes après une revue de plus de 2 000 études sur les différences de genre dans différents domaines tels que les habiletés, la personnalité, les comportements sociaux et la mémoire. Aujourd'hui, Guimond considère cette conclusion comme politiquement correcte dans le contexte de l'époque où il était crucial de dire que la femme est l'égal de l'homme[pas clair]. Ce livre, et la création de la méthode de la méta-analyse en 1981 sont à l'origine d'un nouvel élan dans l'étude moderne des différences de genre d'un point de vue psychologique[précision nécessaire].

## Méthodologie
Les différences de genre sont principalement étudiées en psychologie différentielle. Cette discipline cherche à mesurer les différences psychologiques entre individus et entre groupes. Elle recourt à une variété de méthodes reprises ci-dessous.

### Mesure des caractéristiques psychologiques
Dans le cadre de l'inférence statistique, on[Qui ?] cherche à tirer des conclusions sur les caractéristiques de l'ensemble d'une population (« les femmes », « les hommes », etc.). Néanmoins, étant donné qu'il est généralement impossible de travailler avec l'ensemble de la population, on a recours à des groupes restreints. C'est ce qu'on appelle un échantillon. Il est préférable que ce dernier soit représentatif de la population étudiée.
Toutefois, on remarque que la plupart des échantillons étudiés dans la littérature sur les différences psychologiques entre hommes et femmes ne sont pas représentatifs de la population visée. Il s'agit même, dans la majorité des études, d'un échantillon estudiantin: les tests sont réalisés sur des petits échantillons de convenance plutôt que des échantillons représentatifs.
Généralement, on recourt à des tests pour évaluer les caractéristiques psychologiques des individus. Ces tests varient grandement selon le domaine étudié. Ils peuvent prendre la forme de questionnaires comprenant des mesures auto-rapportées. Ces mesures peuvent concerner des dimensions variables telles que les attitudes, la performance (comme des tests évaluant le quotient intellectuel). Ces tests peuvent également se baser sur l'observation de comportements. Ces comportements peuvent être verbaux (par exemple, interruption communicative, type de vocabulaire utilisé, etc.) ou non verbaux (tels que le sourire, la posture). On peut également évaluer des comportements associés à différentes dimensions psychologiques: comportement prosocial, comportement d'achat, comportement impulsif, etc. Dans ce cas, un ou plusieurs observateurs indépendants notent la présence ou l'absence du comportement visé grâce à une grille d'observation.
[style à vérifier]

### Mesure auto-rapportée
Dans le cas d'une enquête auto-administrée, la personne remplit elle-même le questionnaire. L'enquêteur peut être présent ou absent (enquête par voie postale ou par internet). Le questionnaire peut se présenter sous la forme de questions ouvertes ou fermées. S'il s'agit de questions fermées, le répondant doit alors choisir parmi une liste d'affirmations. Ce type de questions peut également se présenter sous deux grandes catégories: dichotomiques (oui/non) ou à choix multiples. L'échelle de Likert est utilisée spécifiquement pour les questions fermées et permet au répondant d'exprimer l'intensité de son approbation.
La codification des questions fermées consiste à attribuer un code à chaque modalité de réponse. Ainsi, pour l'échelle de Likert, la codification peut se présenter comme suit :
| Code | Degré d'accord               |
| ---- | ---------------------------- |
| 1    | Pas du tout d'accord         |
| 2    | Pas d'accord                 |
| 3    | Ni en désaccord ni en accord |
| 4    | D'accord                     |
| 5    | Tout à fait d'accord         |

#### Mesure de performance
Les tests d’intelligence ou d’aptitudes peuvent être utilisés dans le cadre d’études des différences de genre. Ces tests s’opposent aux tests évaluant les aspects non cognitifs de la personnalité. Une distinction est à faire entre les tests évaluant un niveau « global » et ceux plus « analytiques ». Ainsi, les tests évaluant le développement intellectuel (le QI) sont des bons exemples de tests de niveau « global ». Alfred Binet a été le premier à mettre en place une échelle permettant de déterminer « le rapport entre la détermination d’un âge mental d’un sujet et son âge réel ». David Wechsler, quant à lui, a mis en place des échelles toujours utilisées aujourd'hui permettant d’évaluer l’intelligence via des épreuves diverses (classement d’images, reproduction de figure, etc.).

#### Mesure de comportements non verbaux
Afin de mesurer des comportements non verbaux, on recourt généralement à la méthode d’observation. Il en existe deux types : directe et indirecte.
Dans le cas de l'observation directe, l'observateur est présent sur place alors que dans le cas de l'observation indirecte, l'observateur n'est pas présent et utilise donc certains dispositifs pour enregistrer les comportements. Le recueil des données peut se faire à l’aide de divers supports (papier-crayon, enregistrement audio, vidéo, etc.). Cependant, il n’existe pas de protocole « tout prêt » pour ce type de technique. L’observateur doit donc construire lui-même sa grille d’observation. Pour ce faire, on doit, dans un premier temps, « lister les comportements et leurs propriétés pertinentes à étudier ». À la suite de cette étape, il faut mettre en place une méthode pour pouvoir mesurer ces comportements (occurrence, durée, mesure de l’intensité, etc.).
L’analyse des données peut prendre différentes formes (analyse de la fréquence, de la durée, de séquence, de simultanéité, etc.). Ainsi, par exemple, l’analyse de fréquence d’un comportement consiste à compter le nombre de fois où le comportement est observé durant un certain laps de temps. Le traitement de ces données se fera via l’inférence statistique.
En d’autres termes, pour mesurer les comportements non verbaux, les observateurs doivent mettre en place une grille d’observation. Lorsque les résultats sont obtenus, ils pourront éventuellement les confronter avec d’autres observateurs.

### Analyse statistique des différences
L'analyse statistique des différences permet de rendre compte si les différences observées entre deux groupes sont significatives mais aussi d'estimer leur ampleur. Dans la plupart des cas, les variables psychologiques étudiées se distribuent selon la Loi Normale. Les chercheurs comparent les indices statistiques (moyenne, variance, écart-type) des distributions observées chez les deux sexes.
Différentes approches sont distinguées dans l'évaluation des différentes psychologiques entre les genres :
- la signification statistique ;
- la taille de la différence ;
- les méthodes taxométriques ;
- les tests d'équivalence.

Cependant, l'approche principale pour mesurer la différence de genre reste le d de Cohen.

#### Signification statistique
Ces approches visent à déterminer si la différence observée (en l'occurrence entre hommes et femmes) peut être fortuite. La signification statistique se base sur une hypothèse nulle (nommée {\textstyle H_{0}}) et une hypothèse alternative (appelée {\textstyle H_{1}}). Il est intéressant de comprendre en quoi consiste une hypothèse nulle. Il s'agit d'une hypothèse qui prend le parti d'affirmer l'absence de relation entre les variables. Autrement dit, {\textstyle H_{0}} indique l'indépendance entre le sexe (variable indépendante) et la variable dépendante. {\textstyle H_{1}}, quant à elle, exprime l'inverse, c'est-à-dire la dépendance des variables. Le test d'hypothèse est fait pour extrapoler les résultats trouvés sur l'échantillon à la population dont l'échantillon étudié est extrait. Après avoir formulé les hypothèses, on doit estimer une probabilité (p) que les différences observées dans l'échantillon sont dues au hasard. Cette probabilité a une distribution théorique qui dépendra du test choisi. On utilise généralement le p de Newman-Pearson qui se définit à partir d'un seuil (0,05 ; 0,01 ; 0,001) que le chercheur choisi au préalable selon le taux d'erreur qu'il s'autorise à commettre (par exemple, choisir un seuil de 0,05 revient à s'autoriser à dire 5 fois sur 100 qu'une différence en réalité due au hasard est significative). Parmi les méthodes les plus utilisées, on retrouve le test t et l'analyse de variance. Ces méthodes permettent de déterminer si les différences de moyennes entre les groupes sont significatives, c'est-à-dire peu susceptibles d'être fortuites.
Toutefois, les deux types de problèmes suivants sont rencontrés dans la réalisation de ce type de test :
1. Il est difficile d'avoir accès à la totalité de la population. C'est pourquoi, le test d'hypothèse sera réalisé sur un groupe restreint (échantillon).
2. Lorsqu'une différence n'est pas due au hasard, cela ne signifie pas pour autant qu'elle soit importante ou qu'elle ait un quelconque intérêt théorique. Par exemple, avec grand échantillon, une très petite différence peut être significative. On s'intéresse donc à la taille des différences.

#### La taille des différences
La taille des différences entre femmes et hommes sur des variables psychologiques est généralement évaluée grâce au d de Cohen. Il s'agit d'un indice qui correspond au rapport entre la différence de moyenne entre les deux groupes sur l'indice de dispersion (écart-type) : {\displaystyle d={\frac {m_{1}-m_{2}}{\frac {\sigma _{1}+\sigma _{2}}{2}}}}.
En d'autres termes, le d de Cohen permet, à travers la taille d'effet, de donner une indication sur la force de la relation.
L'indice varie généralement entre 0 et 1 bien qu'il puisse théoriquement être bien plus élevé. Cohen catégorise la valeur de d comme suit.
| Valeur de d | Signification          |
| ----------- | ---------------------- |
| 0 à 0,10    | différence minime      |
| 0,11 à 0,35 | petite différence      |
| 0,66 à 1    | grande différence      |
| > 1         | très grande différence |

Schématiquement, lorsque le d de Cohen est relativement grand (et qu'il existe des différences entre les deux groupes), les courbes des groupes se chevauchent très peu. Cela atteste d'une certaine similitude de scores au niveau des membres de chacun des groupes.
Conventionnellement, lorsqu'une étude énonce un d négatif, il s'agit d'une différence en faveur des femmes.

#### Méthodes taxométriques
De manière générale, la représentation populaire à propos de la différence de sexe, consiste en une distinction fondamentale entre deux catégories discrètes (femmes/hommes). Ces catégories de l'Homme seront nommées taxons. Il s'agit là d'une approche catégorielle des différences. Toutefois, il serait également envisageable de considérer les différences comme dimensionnelles: cela signifierait que le degré de « féminité » ou de « masculinité » constituent une variable continue qui peut varier en intensité: plutôt que d'être « femme » ou « homme », on pourrait être plus ou moins « féminin » ou « masculin » selon une large gamme de nuances possibles.
La méthode taxométrique consiste à analyser statistiquement si la différence entre les groupes est catégorielle ou dimensionnelle. Pour ce faire, ces méthodes placent sur un continuum les moyennes obtenues de chaque groupe. Ces moyennes déterminent si la structure mesurée est répartie de manière disparate (continue) ou de manière agglomérée (catégorielle).

#### Test d'équivalence
Le test d'équivalence permet d'évaluer si les groupes sont similaires en fonction de la dimension étudiée. Dans le cas des différences de genre, par exemple, un test d'équivalence vérifie la dépendance entre le genre et la performance mathématique. Cependant, ces tests sont davantage utilisés dans les études pharmaceutiques. Ce n'est que depuis 2013 qu'on commence à utiliser ce type de tests en psychologie.
Le test d'équivalence (pour deux échantillons indépendants) le plus connu est celui développé par Donald Schuirmann (1987). Celui-ci se base sur le t de Student et un intervalle d'équivalence, nommé D.
De manière concrète, le test d'équivalence de Schuirman part de deux hypothèses nulles :
- {\displaystyle H_{0_{1}}:\mu _{1}-\mu _{2}>D}
- {\displaystyle H_{0_{2}}:\mu _{1}-\mu _{2}<-D}

Ces hypothèses nulles sont mutuellement exclusives. Pour démontrer que les moyennes de groupe sont équivalentes, il faut rejeter l'hypothèse nulle que l'on a choisie.

## Modèles généraux

### Modèles biologiques

#### Psychologie évolutionniste

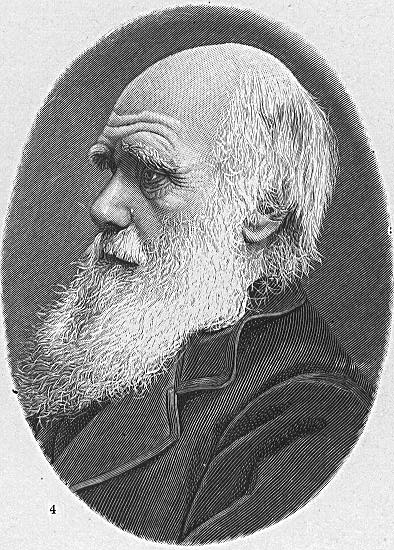
Charles Darwin (1809-1882)

Les modèles évolutionnistes s’inspirent des travaux de Charles Darwin concernant la théorie de la sélection naturelle et de la sélection sexuelle. Le principe de la théorie de la sélection naturelle repose sur les différences entre individus déterminées par l'hérédité : les individus qui, de par leurs caractéristiques héréditaires, ont davantage de chances de survies sont plus susceptibles de voir leurs caractéristiques génétiques transmises à leur progéniture. La théorie de la sélection sexuelle découle de la théorie de la sélection naturelle et s'intéresse plus précisément à la reproduction, condition essentielle de la transmission des caractéristiques héréditaires qui ont permis la survie. Cette théorie postule que le choix de partenaires repose d'une part, sur les préférences de la femelle pour certains mâles et d'autre part, sur la compétition entre les mâles pour choisir ou être choisi.
Selon Darwin, les individus mâles les plus vigoureux et donc les plus aptes à subsister laissent un plus grand nombre de descendants et ainsi voient la pérennité de leurs gènes assurée. Ainsi par exemple, un cerf n'ayant pas de bois aurait beaucoup moins de chance de prouver sa supériorité lors d'un combat intra-espèce et aurait donc plus de chance de disparaître sans laisser de progéniture derrière lui.

Présence de poils chez les humains.

Selon Stewart-Williams et Thomas, deux grands modèles issus de la psychologie évolutionniste tentent d'expliquer les différences de comportements qu'il peut exister entre les hommes et les femmes : le modèle MCFC et le modèle MMC. Le modèle MCFC (Males Contest, Females Choose ; mâles en compétition, femelles choisissent) postule que les mâles d’une espèce entreraient en compétition entre eux afin de séduire les femelles qui, en fin de compte, choisiraient leur partenaire. C'est par exemple le cas des paons dont les mâles possèdent un plumage très coloré lorsqu'ils font la roue afin d'attirer les femelles. Les espèces où ce modèle est très présent possèdent généralement un dimorphisme sexuel marqué (ce qui veut dire qu'il y aurait beaucoup de différences entre les mâles et les femelles). Pour certains, les différences importantes de pilosité entre l'homme et la femme seraient un argument en faveur de cette théorie chez l'Homme. Cependant, appliquée à l’espèce humaine, cette théorie reste fort limitée.
Le modèle MMC (Mutual Mate Choice ; choix mutuel du partenaire) décrit l’espèce humaine comme étant monomorphique (ce qui signifie qu’il n’existe que peu de différences entre les hommes et les femmes). Tant les hommes que les femmes entreraient à la fois en compétition pour le sexe opposé et à la fois choisiraient leur partenaire à long terme. De plus, avec l'évolution de l'espèce humaine, l'homme a accordé de plus en plus d'importance à l'investissement parental au point que les différences avec l'investissement de la mère tendent à s'amenuiser.
Dans la littérature scientifique, l'espèce humaine est parfois décrite comme une espèce MCFC et parfois présentée comme une espèce de type MMC.
Pour expliquer les différences psychologiques de genre, les modèles évolutionnistes se fondent sur des caractéristiques biologiques. En effet, les caractéristiques biologiques sont différentes entre les hommes et les femmes et ce sont ces différences, surtout au niveau de la reproduction qui créeraient les différences psychologiques. Avec une telle approche, certains traits ont plus de chance d'être sélectionnés et transmis en fonction du genre. Ainsi par exemple :
- une force musculaire plus importante aurait plus de chance d'être transmise à un homme, cette force aiderait l'individu de sexe masculin à se démarquer lors de la compétition intrasexuelle avec les autres pairs masculins ;
- les traits liés à la sociabilité et les qualités relationnelles seraient plus facilement transmises à la femme qui porte et allaite les enfants, ces capacités relationnelles permettraient à l'individu de sexe féminin de sélectionner l'individu de sexe masculin qui possède les caractéristiques les plus favorables pour celle-ci.

#### Rôle des hormones dans les différences psychologiques
Dans les modèles évolutionnistes, le rôle des caractéristiques biologiques est important. Les différences biologiques se manifesteraient également au niveau hormonal : la testostérone prénatale peut influencer le développement du comportement sexué chez l'enfant. En effet, en cours de la huitième semaine de gestation, le chromosome Y et plus précisément le gène SRY (Sex-détermining Region Y) porté par les fœtus mâles déclenche la production d’androgènes (dont la testostérone). À l’inverse, chez les fœtus femelles, la production en testostérone est relativement faible ce qui provoque une différence sexuelle dans le taux de testostérone lors de la gestation. La régulation de la testostérone se fait via des récepteurs androgènes se situant dans le cerveau ce qui peut conduire à ce qu'une exposition différentes aux hormones donne des différences dans le cerveau et donc dans le comportement futur de l’individu.
Des études portant sur les souris ont permis de mettre en évidence que :
- l'exposition à la testostérone lors du développement sur des souris femelles produit un comportement qualifié de mâle chez l'adulte ;
- inhiber la production de testostérone lors du développement des souris mâles a permis de mettre en évidence l'effet opposé[34].

Des cas similaires ont été observés chez des personnes souffrant de trouble du développement sexuel :
- Les fœtus femelles souffrant d'hyperplasie congénitale des surrénales (HCS) reçoivent la même quantité de testostérone qu'un fœtus mâle. Le constat est qu'à la naissance, il y a une masculinisation des organes génitaux ainsi qu'une préférence pour des activités dites plus masculines comme le sport, les appareils électroniques, le type d'emploi dans la vie future[35].
- Le syndrome d'insensibilité aux androgènes, qui touche exclusivement les fœtus mâles et qui naissent sous l'apparence du sexe féminin, aurait l'effet inverse[33].

Chez les enfants, il a été observé que la concentration de testostérone avant la naissance influence le type de jeux ainsi que les activités de préférence sexuées de l'enfant. Par exemple, les filles jouent de préférence avec les poupées et les garçons avec des camions. Or, les petites filles atteintes de HCS se tournent davantage vers des jeux masculins avec réduction pour les jeux de petites filles. L'effet inverse est également observé ; voir : non conformité de genre dans l'enfance.

#### Théorie de l'investissement sexuel et parental

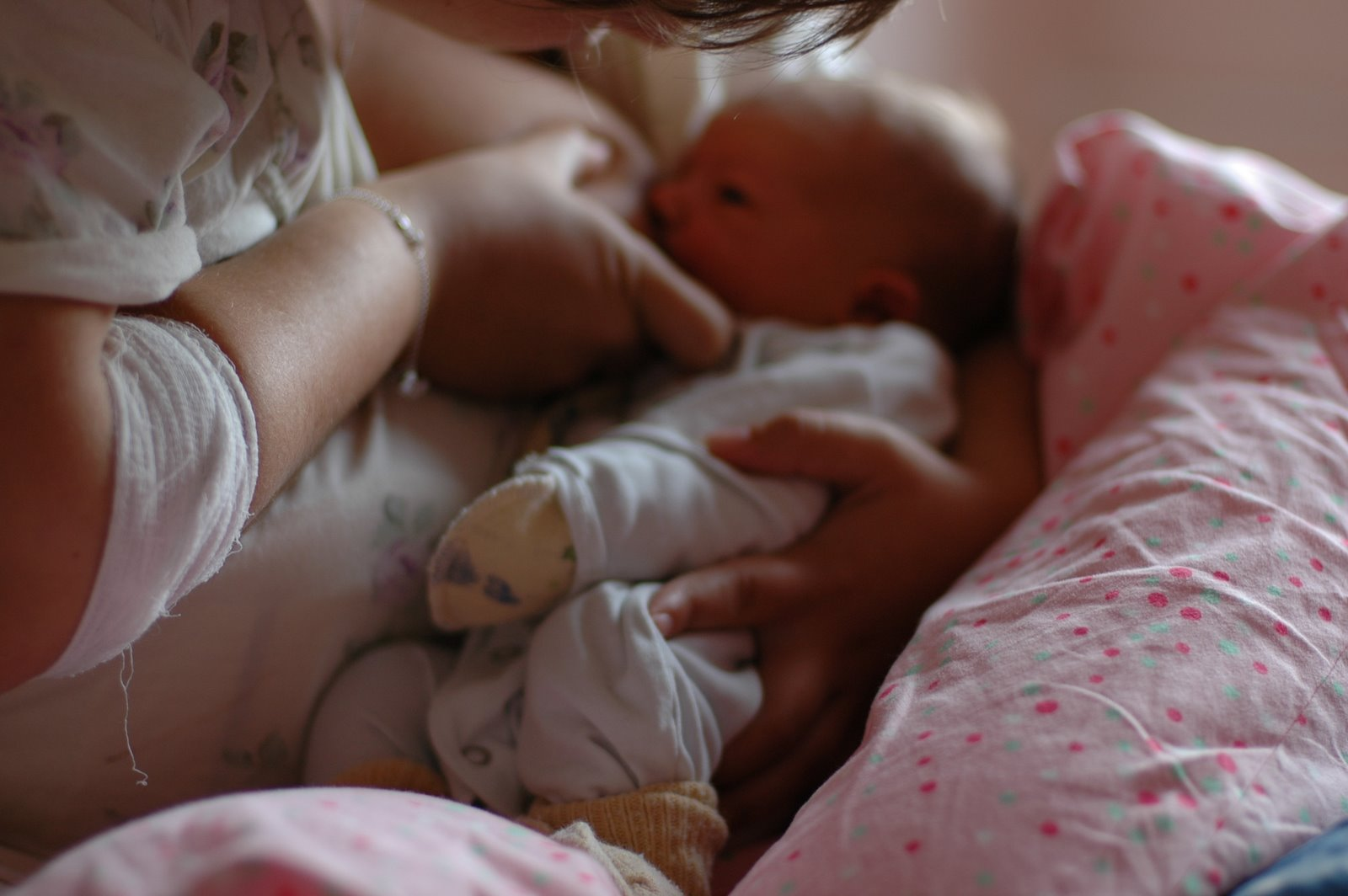
L'investissement de la mère

Les théories de l'investissement sexuel et de l'investissement parental ont été initiés par les travaux de Trivers en 1972. La théorie de l'investissement sexuel postule que c'est l'individu qui s'investit le plus dans sa descendance qui doit être le plus sélectif. L'auteur définit deux types de compétitions sexuelles :
- Dans la compétition intra-sexuelle, le sexe qui s'investit le moins entre en rivalité avec ses pairs pour avoir accès au sexe qui investit le plus dans la progéniture.
- Dans la compétition inter-sexuelle, le sexe qui serait le plus sélectif limiterait aussi l'investissement de l'autre sexe dans l'investissement parental.

Dans la majorité des cas, il s'agit de la femelle qui est la plus sélective. En effet, il peut y avoir un risque de mal choisir pouvant entrainer la disparition de l'espèce. Une autre hypothèse avancée par Trivers est que la femelle s'investit plus dans sa progéniture car le coût attaché à la production de gamètes femelles est bien plus élevé que celui attaché à la production de gamètes mâles. Par exemple, la période de gestation représente un investissement important de la part de la mère. D'autres auteurs stipulent que la femelle choisit le mâle qui peut fournir le plus de ressources à elle et à sa future descendance.
Cette théorie permet de comprendre les comportements et les investissements que les parents, et surtout ceux de la mère, ont vis-à-vis de leurs progénitures pour garantir leurs chances de survie.

#### L'explication des homicides selon Daly et Wilson

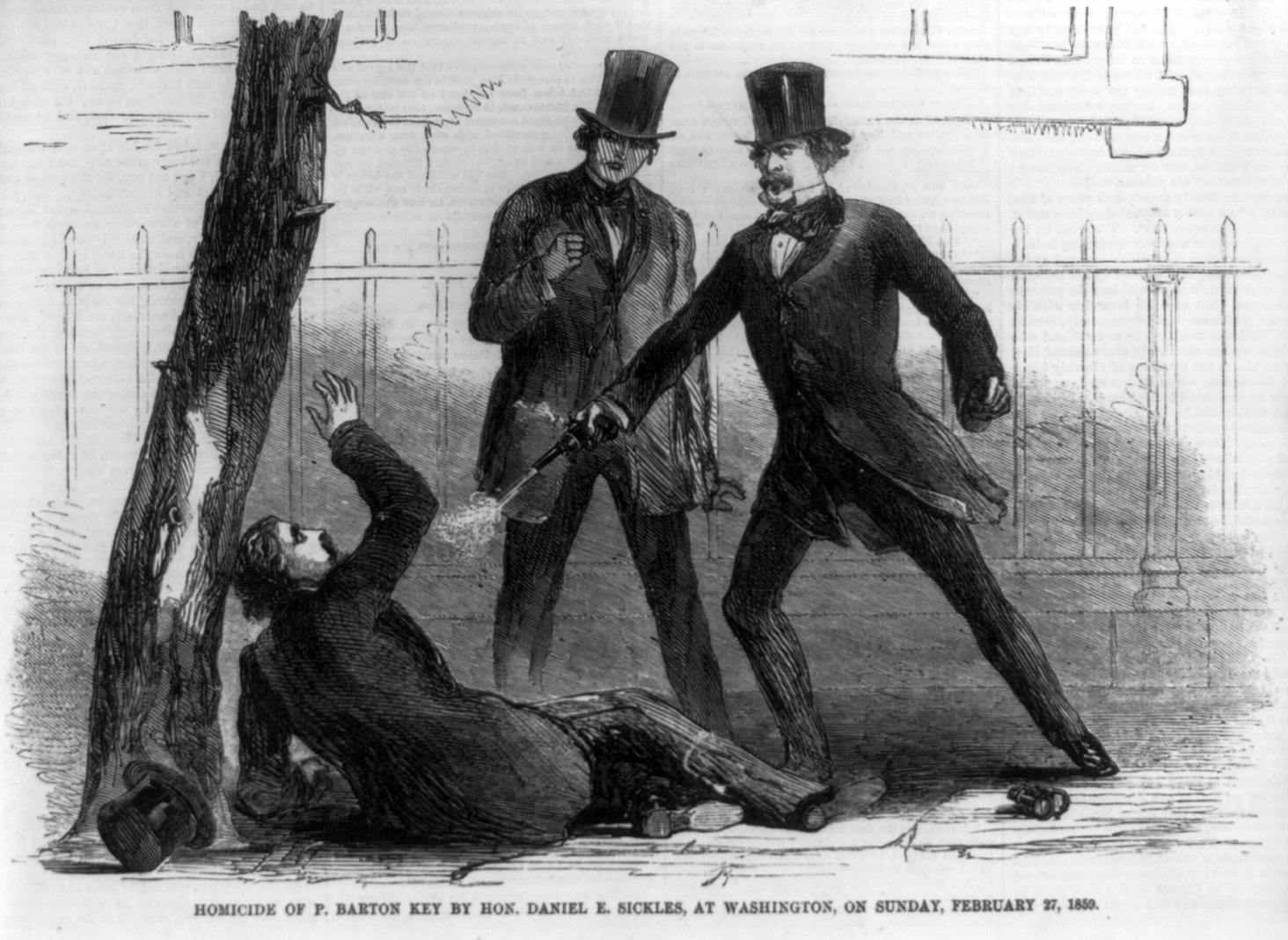
L'homicide

Daly et Wilson ont proposé une explication théorique des différences de sexe parmi les auteurs et les victimes d'homicides. Cette explication se fonde sur l'hypothèse selon laquelle certains traits psychologiques comme l'agressivité et la prise de risque sont utiles pour la compétition intrasexuelle. Ils étayent leurs travaux par rapport aux cas des homicides. Ils constatent que ce sont majoritairement les hommes qui sont impliqués dans ce type de crimes. D'autres caractéristiques sont également observées :
- Ils sont en âge d'avoir des enfants, mais n'en ont pas[37] ;
- Ils disposent de peu de ressources ce qui peut expliquer la prise de risque étant donné qu'ils n'ont presque rien à perdre[37].

Une des raisons pour expliquer les cas d'homicide est qu'il s'agit d'une tentative que font les hommes pour montrer que les femmes leur appartiennent dans le but de contrôler leur sexualité et de préserver leur honneur. Il faut également noter que la nature de ce type de crime est différente entre hommes et femmes (les femmes n'agissant pas dans le but d'une compétition intrasexuelle).
Cette théorie permet donc de comprendre pourquoi les traits d’agressivité et de prise de risque sont plus rencontrés chez les hommes que chez les femmes.
Bien que cette théorie ait connu un certain succès dans la littérature scientifique, elle fut fortement critiquée. Selon, Smith, Mulder et Hill, cette théorie présenterait de nombreux biais, tant sur le plan théorique que méthodologique.

#### Différences cérébrales entre hommes et femmes

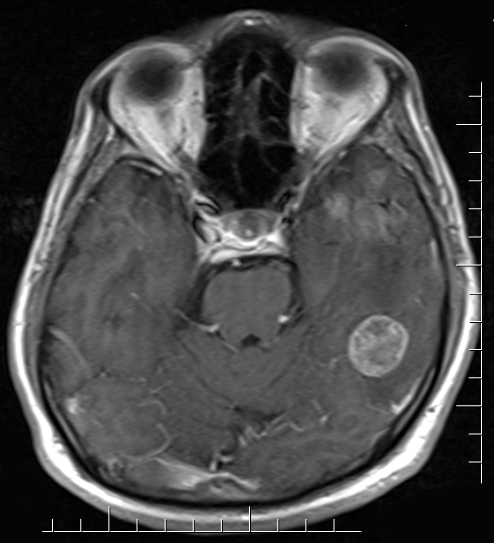
Image sous résonance magnétique d'un cerveau humain

Il existe des différences entre les hommes et les femmes au niveau de certaines structures cérébrales:
- Les femmes ont un pourcentage plus important en matière grise que les hommes[40];
- Les hommes ont un pourcentage plus important en matière blanche que les femmes, à l'exception de certaines régions cérébrales comme le splénium du corps calleux qui est plus important chez la femme[40];
- La zone appelée SDN-POA (sexually dimorphic nucleus (SDN)  dans l'aire préoptique médiane (POA), ainsi que INAH3 qu'elle comprend, située dans l'aire pré-optique de l'hypothalamus, est d'une taille significativement plus grande chez l'homme que chez la femme. "Personne ne sait encore ce que fait cet amas de cellules" reconnaît Rebecca Jordan-Young[41].
- Il existe une asymétrie cérébrale plus importante chez les hommes que chez les femmes pouvant expliquer les meilleures performances des hommes dans les épreuves visuo-spatiale[40];
- À l'inverse, il existe une symétrie bilatérale plus importante chez la femme qui pourrait rendre compte de leur meilleure performance dans le domaine verbal[40]. Une étude d'imagerie par résonance magnétique fonctionnelle menée sur des enfants s'est intéressée au traitement neuronal et a montré les différences suivantes : l’activation chez les filles bilatéralement dans les gyrus frontal inférieur, gyrus temporal supérieur et gyrus fusiforme gauche est plus grande dans les 4 tâches (jugement orthographique auditif ou visuel, jugement phonologique auditif ou visuel)[42]. En revanche, la plus grande activation dans le gyrus temporal supérieur se limite aux tâches auditives[42]. L’activation du cerveau dans le gyrus occipital inférieur et dans le gyrus temporal moyen gauche est corrélée à la performance d’exactitude dans les 2 tâches, ce qui n’est pas le cas chez les garçons[42]. Chez eux, la corrélation avec l’exactitude se fait avec la modalité de présentation du mot : pour les mots audibles, c’est la région frontale inférieure qui est activée, tandis que pour les mots visibles, c’est l’activation du lobe pariétal supérieur gauche et le précuneus qui entrent en jeu[42].

### Modèles constructivistes

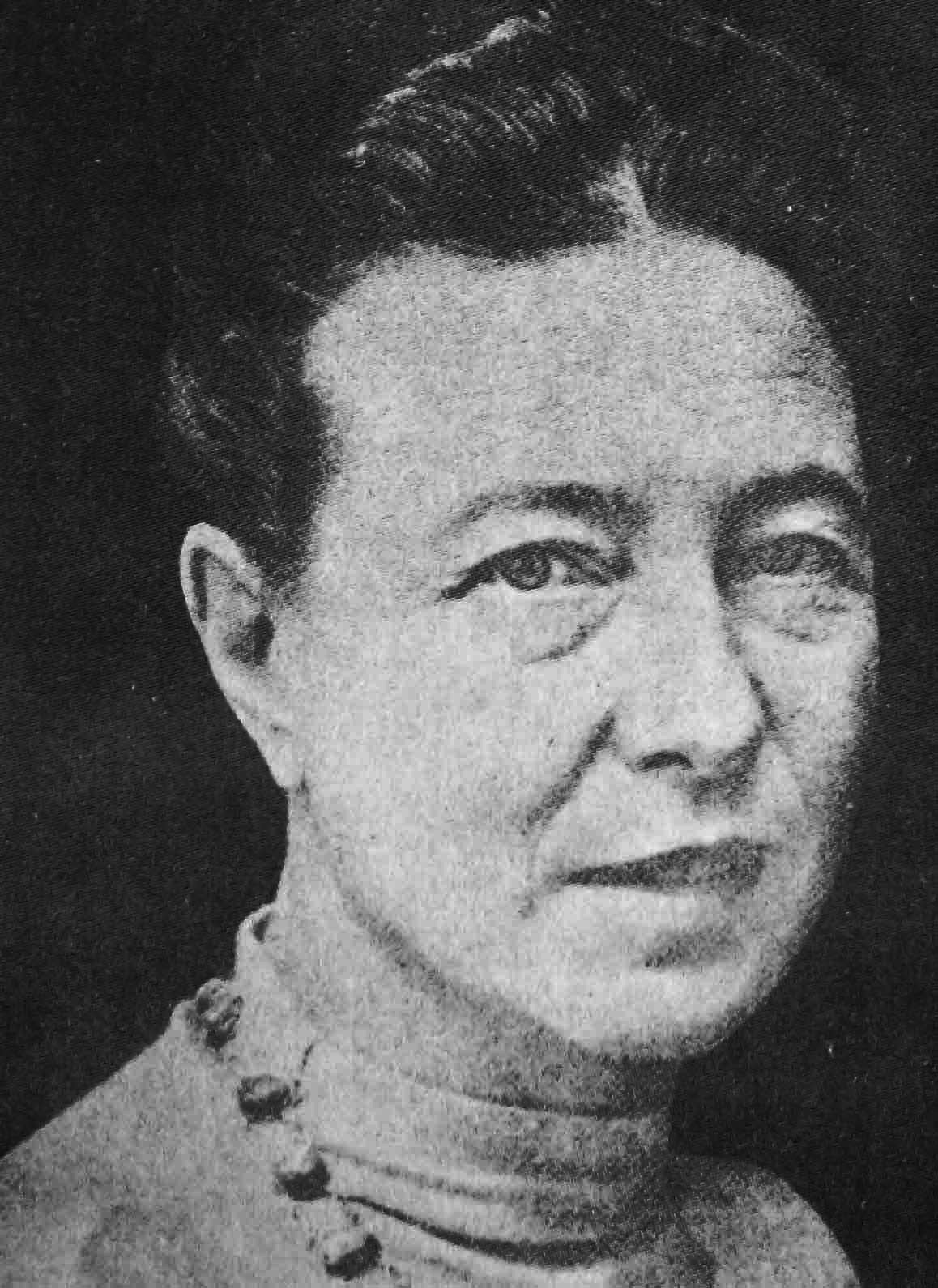
Simone de Beauvoir (1908-1986)

L'approche constructiviste, à l'instar du constructivisme social avance que les différences de genre observées s'expliquent par l'intériorisation des rôles sexués dans l'environnement. Ainsi, les différences psychologiques observées entre hommes et femmes ne seraient pas le fruit de différences biologiques mais s'expliqueraient par l'intériorisation des normes véhiculées au sein de la société. C'est au courant constructiviste que l'on doit la notion de genre.
Les théories constructivistes sont devenues le fer de lance des mouvements féministes. Simone de Beauvoir est perçue comme l'une des pionnières du constructivisme. Ses travaux ont marqué un tournant important dans les sciences humaines. En effet, elle remet en question le déterminisme biologique et elle oppose nature/culture ainsi qu'inné/acquis.
Il est important de souligner que la notion de genre, qui s'est implantée en Europe dans les années 1990, est le fruit des recherches constructivistes, notamment menées dans les années 1970, où en France les sociologues et anthropologues (Christine Delphy, Nicole-Claude Mathieu, Colette Guillaumin et Michèle Perrot) associées au courant féministe, parlaient plutôt de sexe social ou encore de rapports de sexe et de rapports sociaux de sexe.
Dans les années 1990, Judith Butler propose une vision anti-biologique de ce qui est masculin et féminin. Dans cette optique, le sexe serait une création de la société. Selon cette théorie, on devient homme ou femme en fonction des rôles que la société nous propose d’interpréter. Dans cette optique, les travaux de Wittig, Preciado et Bourcier viendront plus tard jusqu’à inciter l’individu à s’opposer au sexe biologique, en définissant soi-même son genre.
Plusieurs auteurs, à travers le constructivisme, ont abordé le genre sous la relation de dominant-dominé tels que Simone de Beauvoir avec son analyse de la hiérarchie entre les sexes ou encore Pierre Bourdieu avec son ouvrage sur la domination masculine publié en 1998.
Depuis lors, de nouvelles approches ont fait surface. C'est le cas notamment de la « théorie des rôles sociaux », de « l'hypothèse de la similitude des genres », ainsi que de la « théorie de la comparaison sociale ».

#### Théorie des rôles sociaux
La théorie des rôles sociaux est une théorie socioculturelle des différences de genre développée par Alice Eagly en 1987. Cette théorie, qui s'inscrit dans une vision constructiviste de la différence de genres, avance que les différences rencontrées sont davantage liées aux représentations socioculturelles de l'homme et de la femme qu'aux différences biologiques, bien qu'elle tienne compte de ces dernières. Cette théorie aborde sexe et genre comme « des constructions éminemment contextuelles, créées hic et nunc et ad hoc ».
C'est l'organisation sociale, elle-même établie par des différences biologiques et de socialisation, qui définit les rôles attribués aux hommes et aux femmes. Ainsi, on s'attendra plus à voir des hommes occuper des postes à responsabilité ou nécessitant des compétences physiques, tandis que les femmes sont associées à des rôles qui touchent plus au domaine de l'éducation.
Par exemple, concernant le leadership. Les femmes leader sont évaluées aussi positivement que les hommes leader (d = 0,05). Cependant, les femmes leader qui sont définies comme des autoritaires indifférentes, sont plus désavantagées que les hommes leader dépeints de cette façon (d = 0,30). Les femmes qui vont à l'encontre du stéréotype « prendre soin de » et apporter un soutien émotionnel reçoivent des évaluations plus négatives.
Des recherches plus récentes réalisées par Eagly et Sczeny, montrent d’ailleurs que malgré une évolution égalitaire dans la vie de couple, avec notamment une plus grande répartition des tâches ; les rapports entre sexes restent asymétriques à cause des stéréotypes. Les femmes ayant par exemple toujours plus de difficultés à accéder à des postes à responsabilité au sein d’une entreprise.
Cette image que nous intériorisons alors du rôle de l'homme et de la femme va définir les qualités et comportements que nous allons développer pour remplir ce rôle qui est attendu. Cette répartition des rôles expliquerait l'existence de stéréotypes de genre et les différences de comportement observés selon le genre.

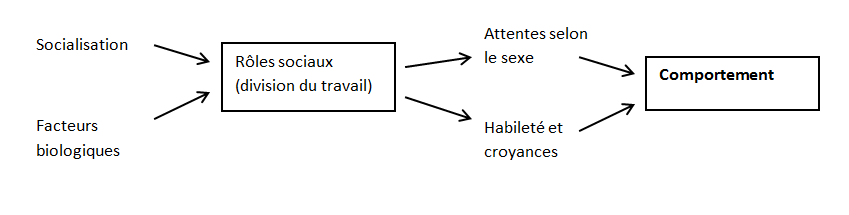
Théorie des rôles sociaux (Eagly, 1987).

#### Hypothèse de la similitude des genres
L'hypothèse de la similitude des genres a été développée par Janet Shibley Hyde en 2005. Elle repose sur l’idée selon laquelle les hommes et les femmes seraient assez similaires sur la plupart des variables psychologiques. Le plus souvent, la variation serait même plus grande au sein des groupes du même sexe, qu’entre les groupes de sexe différent.
Cette hypothèse est étayée par 46 méta-analyses, réalisées aux États-Unis, qui ont mis en évidence 124 tailles d'effet concernant les différences de genre. Ces méta-analyses traitent de sujets tels que : les variables cognitives, la communication, le bien-être psychologique, les comportements moteurs, les attitudes sociales ainsi que la personnalité. En termes d’effets de taille, l’hypothèse de similarité de genre met en évidence le fait que les plus grandes différences de genres sont pour la plupart proches de 0 (d ≤ 0,10) ou se situent dans les petites gammes (0,11 ≤ d ≤ 0,35) quelques-unes sont dans la gamme modérée (0,36 ≤ d ≤ 0,65), et très peu sont dans la large (0,66 ≤ d ≤ 1,00) ou très large (d > 1,00).
Cela a permis de mettre en évidence que 30 % étaient proches de zéro et 48 % faibles. Dans 78 % des cas, l'importance des variations imputables aux différences entre les hommes et les femmes était faible ou quasi nulle. Les différences entre hommes et femmes sont tellement faibles que, selon Hyde, elles devraient en général être considérées comme inexistantes.
Ce n’est cependant pas le cas de toutes les variables. Des différences plus importantes sont observées pour certains comportements moteurs (ex : distance du lancer), ou encore certains aspects de la sexualité. L’agressivité est également une exception, puisque les hommes seraient plus susceptibles d’agresser physiquement que les femmes.
Ce modèle s’oppose donc à celui des différences, selon lequel les hommes et les femmes seraient très différents d’un point de vue psychologique.
Hyde souligne les risques liés au renforcement des stéréotypes entre hommes et femmes. En effet, la surestimation de ces différences pourrait porter préjudice au sexe féminin dans des domaines tels que le monde du travail, ou leurs capacités mathématiques à l’école. Concernant les couples, elle évoque des difficultés de communication causées par les stéréotypes et chez les jeunes adolescents, des problèmes d'estime de soi.

#### Théorie de la comparaison sociale
La théorie de la comparaison sociale a été développée par Leon Festinger en 1954. Cette théorie postule que les individus ont besoin de s'évaluer continuellement de façon objective via des méthodes d'évaluation mais aussi de façon subjective en se comparant à autrui. Il semblerait que les individus aient un goût plus prononcé pour cette évaluation relative, et non pas absolue, c'est-à-dire que les individus se comparent volontiers par rapport à autrui plutôt que par rapport à des résultats objectifs. Par exemple, la note de 12 sur 20 obtenue à un cours de géométrie n'a pas la même signification si les autres de la classe ont obtenu un 5 ou 9, plutôt qu'un 16 ou un 18 sur 20.
Ces comparaisons sociales vont alors influencer nos perceptions et comportements. De ce point de vue, les différences entre hommes et femmes peuvent apparaître selon que les individus se comparent soit à d'autres individus, soit à un autre groupe dans son ensemble. La perception des individus de leurs propres compétences ou caractéristiques serait alors définie par la conscience d'appartenir à un groupe qui répond à certains stéréotypes, en l’occurrence le genre masculin ou féminin. Par exemple, un homme se définira comme vantard et une femme comme conciliante si dans leur propre évaluation, les individus prennent en compte la variable genre.

##### Données empiriques

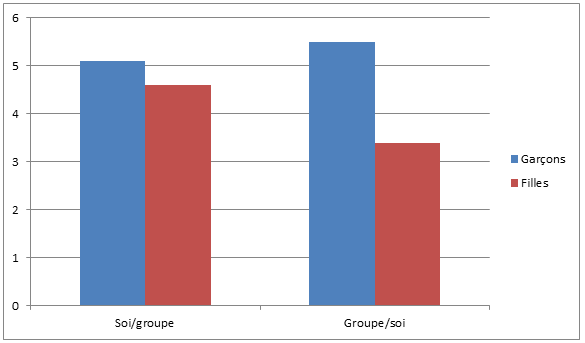
Effet du genre et de la condition expérimentale sur la perception de ses propres attitudes en sciences (1= peu doué-e; 7 = très doué-e).

À l'appui de cette hypothèse, une recherche menée par Guimond et Roussel en 2002 a mis en évidence l'importance de ces comparaisons sociales pour l'évaluation de soi et de ses performances. Dans cette étude, les auteurs ont demandé à des élèves français âgés de 14 à 15 ans, de s'auto-évaluer sur quinze caractéristiques différentes. La classe a été divisée en deux catégories distinctes répondant chacune à une condition différente :
- la condition « Soi/groupe » : dans cette condition, ou catégorie, les élèves doivent dans un premier temps s'évaluer eux-mêmes et ensuite évaluer les hommes et les femmes quant à ces mêmes caractéristiques ;
- la condition « Groupe/soi » : dans cette condition-ci, l'ordre est inversé. Les élèves doivent d'abord évaluer les hommes et les femmes en ce qui concerne ces quinze caractéristiques, et ensuite s'évaluer eux-mêmes.

Dans la première condition, « Soi/groupe », aucune différence significative dans la façon d'évaluer le soi entre les filles et garçons n'est observée: les filles s'évaluent comme étant aussi compétentes que les garçons. A contrario, dans la seconde condition, « Groupe/soi », une différence significative est relevée : les filles se perçoivent comme étant moins compétentes que les garçons.
En fait, dans cette seconde condition, ils se sont définis davantage comme membre d'un groupe sexué et se sont donc appliqué le stéréotypes. « Étant donné le stéréotype largement partagé selon lequel les garçons sont plus doués que les filles pour les sciences, la prise en compte de cette information a eu pour effet d'abaisser l'évaluation des filles et de rehausser celle des garçons ». Ces résultats invitent alors à prendre en considération que les différences de genre observées au niveau du soi puissent varier selon le contexte, tandis que le processus de comparaison sociale expliquerait ces différences significatives.

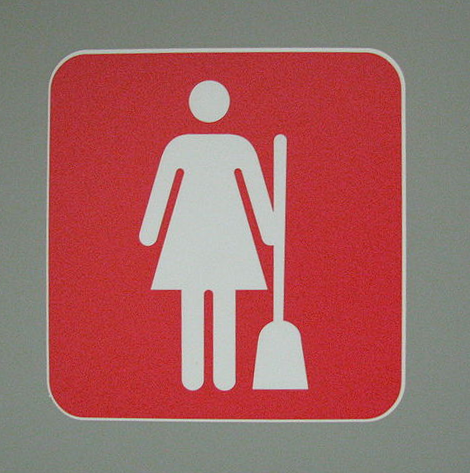
Stéréotype - pictogramme aéroport Paris Roissy

Une autre étude a mis en évidence le lien entre la croyance des élèves en ces stéréotypes de genre et leur propre évaluation. Ainsi, plus les garçons croyaient en la véracité de ces stéréotypes, meilleure était la note qu'ils s'attribuaient, et chez les filles, plus elles accordaient du crédit à ces stéréotypes, moins bonne était leur propre évaluation. Cette étude a également donné d'autres résultats qui corroboraient ce qui avait été observé : ainsi, les filles de la deuxième condition avaient tendance à surestimer leurs compétences dans le domaine des arts, tandis que les garçons sous-estimaient leurs propres compétences. Alors que dans le groupe de la première condition (celle qui ne met pas en évidence les différences sexuelles), les garçons s'octroyaient une note supérieure à celle que les filles s'accordaient à elles-mêmes. Ces résultats appuient fortement l'idée que les individus s'évaluent en accord avec les stéréotypes véhiculés au sein de leur milieu.
Toujours dans le champ de la comparaison sociale, Guimond et al. se sont intéressés à l'effet des comparaisons intragroupes et intergroupes. Cette recherche se décline en quatre expériences menées en France et en Angleterre. Ces expériences ont mis en lumière, à l'instar de Cross et Madson  que les femmes se voient comme étant plus interdépendante ou plus axées sur le versant relationnel que les hommes, tandis que ces derniers se considèrent comme plus indépendants ou agentiques que les femmes. Ceux-ci se qualifient aisément comme étant plus « vantards », « égoïstes » ou « dominateurs » que les femmes.
Par contre, lorsque ceux-ci doivent se comparer aux autres membres du groupe masculin, ces différences de genre s'estompent. C'est-à-dire, selon cette théorie, les hommes se comportent conformément à leur perception: ils adoptent un comportement plus dominant ou vantard en présence de femmes, tandis que ce comportement sera moins marqué lorsqu'ils sont entre hommes uniquement. Il en va de même pour le groupe des femmes. Par contre, lorsque les sujets devaient se comparer avec des membres de l'autre groupe de genre, l'effet du sexe du sujet sur soi indépendant et interdépendant se faisait beaucoup plus marqué et plus important que l'effet de sexe observé au sein du groupe contrôle. « Lorsque des femmes se comparent à des hommes et inversement, les gens vont se catégoriser au niveau de l'identité sociale, en tant que membre d'un groupe, et donc en tant qu'homme ou femme… Dans ces conditions, il y aura dépersonnalisation du soi et auto-stéréotypie: les individus vont se définir en utilisant les traits stéréotypiques de leur endogroupe ». C'est ce qui explique que nous observons régulièrement des différences de genre importantes au niveau du concept de soi, lesquelles correspondent aux stéréotypes de genre.

##### Culture et comparaison sociale

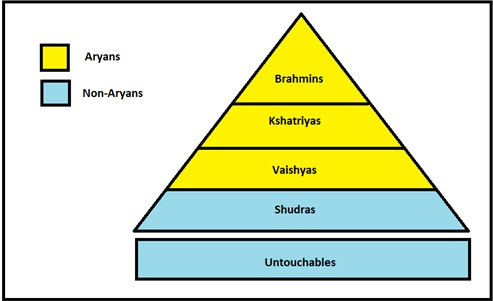
Système de castes en Inde

Les prémices de l'explication des différences de genre par la culture remontent aux années 1980 et ont été posées par Hofstede. Ce dernier avance le fait que dans les pays à distance hiérarchique élevée, c'est-à-dire où est présent un système de hiérarchie pyramidale ou de castes, comme le Mexique, l'Inde ou la Malaisie, les inégalités de pouvoir sont perçues comme légitimes et adéquates. Tandis que dans les cultures où la distance hiérarchique est faible, comme la Belgique, la Suisse ou le Canada, ces inégalités de pouvoir sont perçues comme inappropriées et étant à réduire.
Ainsi, selon la théorie de l'identité sociale de Tajfel et Turner en 1986, et selon la théorie des relations intergroupes en cinq stades de Taylor et McKirnan, dans les cultures où la distance hiérarchique est importante, les comparaisons sociales ont lieu davantage au sein du groupe, elles sont donc de type intragroupe. En revanche, dans les cultures où la distance hiérarchique est faible, ces comparaisons sociales seront plus intergroupes. Ce qui signifie que dans un contexte de différences de genre, dans les cultures à distance hiérarchique élevée, les individus favorisent les comparaisons intra-genres. Tandis que dans les cultures à distance hiérarchique faible, comme la Belgique ou la France, les individus considèrent les comparaisons inter-genres comme adéquates et pertinentes.
Les différences de genre sont alors plus marquées et mises en avant dans nos sociétés occidentales. La culture a donc un impact important sur les perceptions des différences de genre. Une recherche menée par Guimond et al. en 2007 a confirmé cette prédiction. Comme prévu, dans les cultures à faible distance hiérarchique telles que la France ou la Belgique, la comparaison intergroupe va favoriser les hommes et les femmes à se comporter et se définir conformément aux stéréotypes de leur groupe. Nos cultures occidentales sont propices alors à la mise en évidence des différences rencontrées entre les hommes et les femmes. Par extension, on peut même dire que les différences de genre rencontrées sont exacerbées par notre propension à nous comparer entre groupes.

## Éthologie
Les travaux de Frans de Waal s'inscrivent en faux contre l'idée que le genre ne serait qu'une construction sociale. Selon lui, les grands singes - et notamment les bonobos et les chimpanzés, qui partagent avec les hommes plus de 96 % du patrimoine génétique de ces derniers - témoignent du fait que les préférences et les comportements que nous qualifions de genrés ont aussi une base biologique. La biologie explique par exemple que « chez tous les primates, les jeunes mâles jouent avec les jeunes mâles, et les jeunes femelles avec les jeunes femelles ». Dans ces jeux, la force physique joue un rôle clé chez les premiers, largement absent chez les secondes. Un constat identique à ce que l'on peut observer dans les cours de récréation. Une autre conclusion née de décennies d'observation des primates est que les mâles sont « plus préoccupés par leur rang social » et les femelles « plus tournées vers les êtres jeunes et vulnérables » dès leur plus jeune âge. Ces observations montrent également que « les femelles se livrent elles aussi à une intense compétition sociale et assument, avec l'âge, une position d'autorité au sein du groupe. »

## Étude des différences et similitudes entre hommes et femmes dans différents domaines
Dans la littérature scientifique, il est question de différences et de similitudes de genre. Cette partie vise à confronter ces deux aspects afin de déterminer si les stéréotypes sont ou non réels.

### Développement

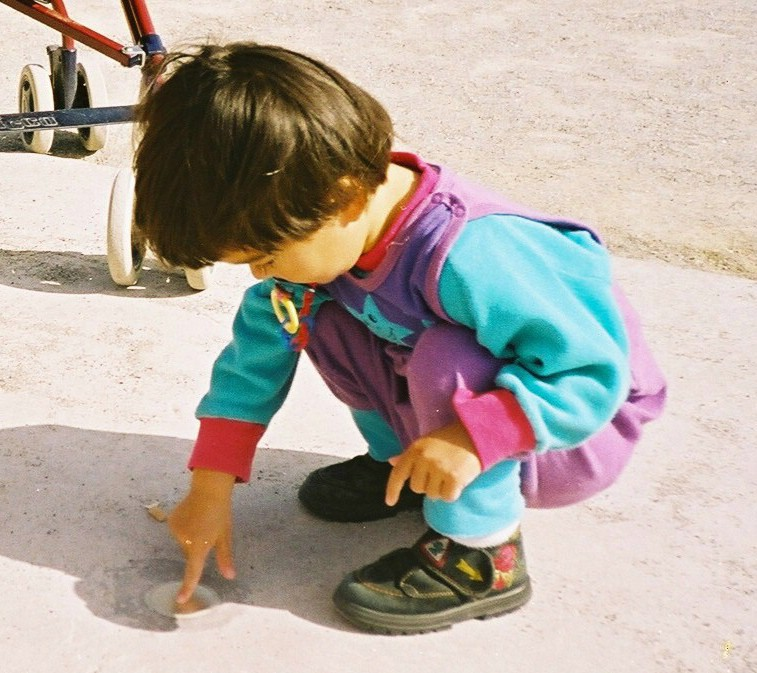
L'enfant et le développement

Plusieurs études se sont intéressées aux différences de genre au niveau des enfants dont voici les principaux aspects: nous remarquons que les enfants sont sensibles au genre et ce de façon précoce mais aussi qu'ils adhèrent rapidement aux rôles qui sont attendus de par leur genre. Il faut tenir compte de l'environnement social de l'enfant et ce pour deux raisons :
- D'une part, l'enfant mémorise et réutilise les modèles familiaux dans des contextes différents ;
- D'autre part, l'entourage familial de l'enfant participe à la création des différences de genre[55]. En effet, l'entourage familial encourage ou non certaines attitudes "contraires à leur genre".

Le fait peut être établi que les attitudes éducatives participent à la création des différences de genre.

### Cognition
Certains auteurs ont mis en évidence l'existence de différences de genre en mathématiques ainsi que dans les compétences spatiales et verbales. Les hommes ont tendance à surpasser les femmes dans les épreuves en mathématiques et spatiales tandis que les femmes ont tendance à avoir de meilleurs scores dans les épreuves verbales.

#### Performance mathématique

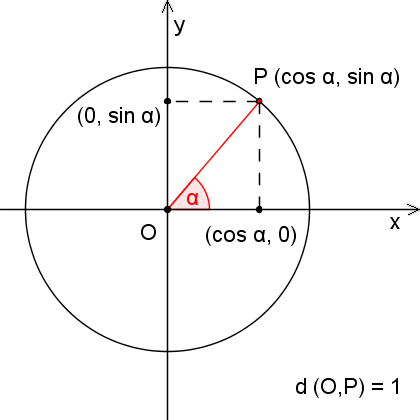
Sinus et cosinus

L'étude des méta-analyses a permis de mettre en évidence l'existence de différences entre hommes et femmes dans les performances en mathématiques. En effet, il est ressorti dans ces études datant de 1990 que les hommes parvenaient à mieux résoudre les problèmes complexes que les femmes (d = 0,29). Cependant, des études récentes ont mis en évidence que les femmes avaient tendance à avoir des scores similaires en mathématiques mais il est important de relativiser en précisant que cette parité est atteinte aux États-Unis. Toutefois, il est à noter que les différences entre hommes et femmes dans les performances ont tendance à diminuer avec le temps grâce notamment à l'éducation.

#### Performance spatiale
La notion de capacité spatiale est composée de plusieurs variables telles que la rotation mentale, la visualisation. Cette notion peut être définie comme la manipulation d’information spatiale pour déterminer comment une figure donnée apparaîtrait si certaines parties de cette figure devraient être tournées, pliées, ou transformées autrement. Les résultats aux méta-analyses peuvent être sensiblement différents d'une étude à une autre. En effet, certains auteurs ont montré qu'il existait une différence de genre, favorisant les hommes (d = 0,73) tandis que dans une méta-analyse plus récente, la différence se montre modérée (d = 0,56) entre les hommes et les femmes.
Pour expliquer ces différences, certains auteurs postulent que donner plus de temps lors des passations des tests permet aux femmes d'augmenter significativement leurs scores aux performances spatiales. Une méta-analyse a montré que lorsque les délais étaient courts, la différence de genre dans la rotation mentale était grande (d = 1,03) et en faveur des hommes tandis que dans le cas des tests présentant des délais inexistants, l'effet était modéré entre les hommes et les femmes (d = 0,51).
L'exposition prénatale aux androgènes des fœtus femelles entraîne une capacité spatiale améliorée semblable à celle des mâles comparativement à leurs sœurs non exposées. Ceci suggère qu'il pourrait y avoir un mécanisme hormonal commun sous-jacent aux différences sexuelles dans ce domaine cognitif,.

#### Performance verbale
Certains auteurs expliquent qu'il existe un stéréotype concernant le fait que les femmes ont de meilleurs résultats dans les épreuves verbales que les hommes. Cependant, l'analyse de différentes méta-analyses montrent que cette différence reste minime entre les hommes et les femmes (d = 0,11). Les différentes composantes de la capacité verbale ont été analysées et aucune différence de genre n'a été trouvée pour le vocabulaire (d = 0,02), la compréhension à la lecture (d = 0,03), ou l'écriture (d = 0,09). Le plus grand effet était pour l'aisance verbale en faveur des femmes (d = 0,33).
Une étude menée aux Pays-Bas s’est intéressée à l’écart de genres dans l’acquisition de la langue seconde (ou L2) en se fondant sur la façon dont des migrants (18-50 ans), de 88 pays et de 49 langues maternelles différentes, acquéraient le néerlandais.
Les quatre compétences linguistiques y ont été étudiées séparément : parler, écrire, lire et écouter. Les tests de compétence ont été les suivants :
- Le test de compétence de la langue parlée consistait en 14 tâches de réponses orales à des questions[63]. Les réponses ont été enregistrées et validées par deux experts sur les critères suivants : si la réponse était appropriée ou non, puis quel était le vocabulaire employé ; la formation de mot/phrase, puis la prononciation[63].
- Le test de compétence écrite consistait en 3 tâches différentes : écrire 8 courtes réponses ; écrire 2 textes courts et écrire un plus long texte[63]. Le premier critère de contenu était la compréhension ainsi que l’adéquation ; le critère principal linguistique était l’usage de grammaire correcte[63].
- Le test de compétence de lecture consistait à lire neuf textes de longueurs différentes dans des sujets différents et à répondre à 53 questions à choix multiples (QCM)[63].
- Le test de compétence d’écoute consistait à écouter 6 interviews puis à répondre à 41 questions à choix multiples (QCM)[63]. Les critères d’évaluation étaient les écoutes globale et sélective fondées sur des opinions orales[63].

Les résultats de l’étude sont les suivants : les femmes sont en majorité meilleures que les hommes dans les compétences de langue parlée et de langue écrite, c’est-à-dire dans les tâches de production, leur score étant de 8 points supérieur à celui des hommes et ce peu importent leur pays d’origine et leur langue maternelle (ou L1). Cela interagit avec le niveau d’éducation : les femmes bénéficient plus d’un haut niveau d’études que les hommes, c'est-à-dire que plus elles sont instruites, plus elles confirment leur avantage (cf.  Effet Matthieu). Cependant, les hommes s’avèrent meilleurs dans la compétence de lecture de 2 points. Concernant la compétence d’écoute, il n’y a pas d’effet de genre significatif. Ces résultats proviennent du fait que les femmes sont moins bonnes dans les tâches de questions à choix multiples (QCM), or les tests d’écoute et de lecture en sont. Il s’avère donc que la modalité du test est un désavantage pour elles et que c’est un biais dans l’étude.
Cette étude permet de conclure que l’effet de genre est significatif dans l’acquisition de la L2, tout comme dans celle de la L1.

### Émotions
Les émotions se divisent selon deux aspects, les émotions de base qui arrivent très tôt dans l'enfance et les émotions auto-conscientes (self-conscious emotions) qui apparaissent plus tard.

#### Émotions de base

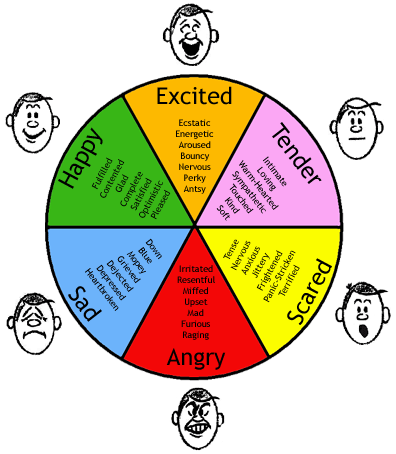
Les émotions de base.

Selon certains auteurs, il existe des stéréotypes concernant les émotions entre les hommes et les femmes. En effet, la colère serait plus acceptable chez les hommes tandis que la tristesse et la peur le seraient davantage chez les femmes. En réalité, peu de différences au niveau des émotions entre les hommes et les femmes sont présentes. Lorsqu'il y en a, elles dépendent de l'âge et du contexte. Une méta-analyse réalisée par Chaplin et Aldao s'est intéressée aux différences de genre au niveau des émotions selon l'âge et le contexte. Elle s'est basée sur des enfants de la naissance à l'adolescence :
Âge
Des différences minimes favorisant les femmes sont observées au niveau des émotions positives comme la joie et l'amusement (d = −0,08) et des émotions intériorisées telles que l’anxiété et la tristesse (d = −0,10). En revanche, au niveau des émotions externalisées comme la colère (d = 0,09), la différence est en faveur des hommes. Toutefois, l'écart de genre au niveau des émotions positives évolue avec l'âge. En effet, la différence en faveur des femmes est de d = −0,20 dans l'enfance tandis qu'elle est de d = −0,28 à l'adolescence. Cela peut être notamment dû au fait que l’enfant entre dans la période d’adolescence et qu’il commence, par conséquent, à se « socialiser ».
Contexte
La différence de genre au niveau des émotions intériorisées chez les enfants seuls ou en compagnie d'adultes varie. En effet, chez les enfants seuls la différence est de d = −0,03 alors que pour ceux accompagnés d'adultes la différence est de d = −0,16. Toutefois, ces différences sont toujours en faveur des femmes.

#### Émotions secondaires
Else-Quest et al. ont mené une méta-analyse sur les émotions auto-conscientes (self-conscious emotions) (e.g., sentiment de honte, de fierté, d'embarras etc.). Celles-ci émergent plus tard et présupposent certaines capacités cognitives. De plus, elles permettent aux individus de réguler leurs actions.
Des stéréotypes sont connus pour ces émotions dites auto-conscientes. En effet, les femmes sont censées ressentir de la culpabilité, de la honte et de l’embarras quant à leurs expériences et les hommes, de la fierté. En résultat, est observée une faible différence, favorisant les femmes, au niveau de la culpabilité (d = −0,27) et de la honte (d = −0,29). Par contre, contrairement aux stéréotypes, il n'existe pratiquement aucune différence en ce qui concerne l'embarras (d = −0,08), la fierté (d = −0,01) et l'arrogance (d = −0,09). Toutefois, ces différences, bien que minimes, favorisent les femmes.
Les différences dans la jalousie des hommes et des femmes peuvent également être observés. Alors que la jalousie des femmes est plus susceptible d'être amenée par l'infidélité émotionnelle, la jalousie des hommes est le plus susceptible d'être provoquée par l'infidélité sexuelle. Une nette majorité d'environ 62 % à 86 % des femmes ont déclaré qu'elles seraient plus gênées par l'infidélité émotionnelle, alors que la majorité masculine de 47 % à 60% ont déclaré qu'ils seraient plus gênés par l'infidélité sexuelle.[réf. nécessaire]

### Psychopathologie
Ce point reprendra les études réalisées sur l’existence ou non d’une relation entre le sexe et certains troubles psychiques.

#### Dépression

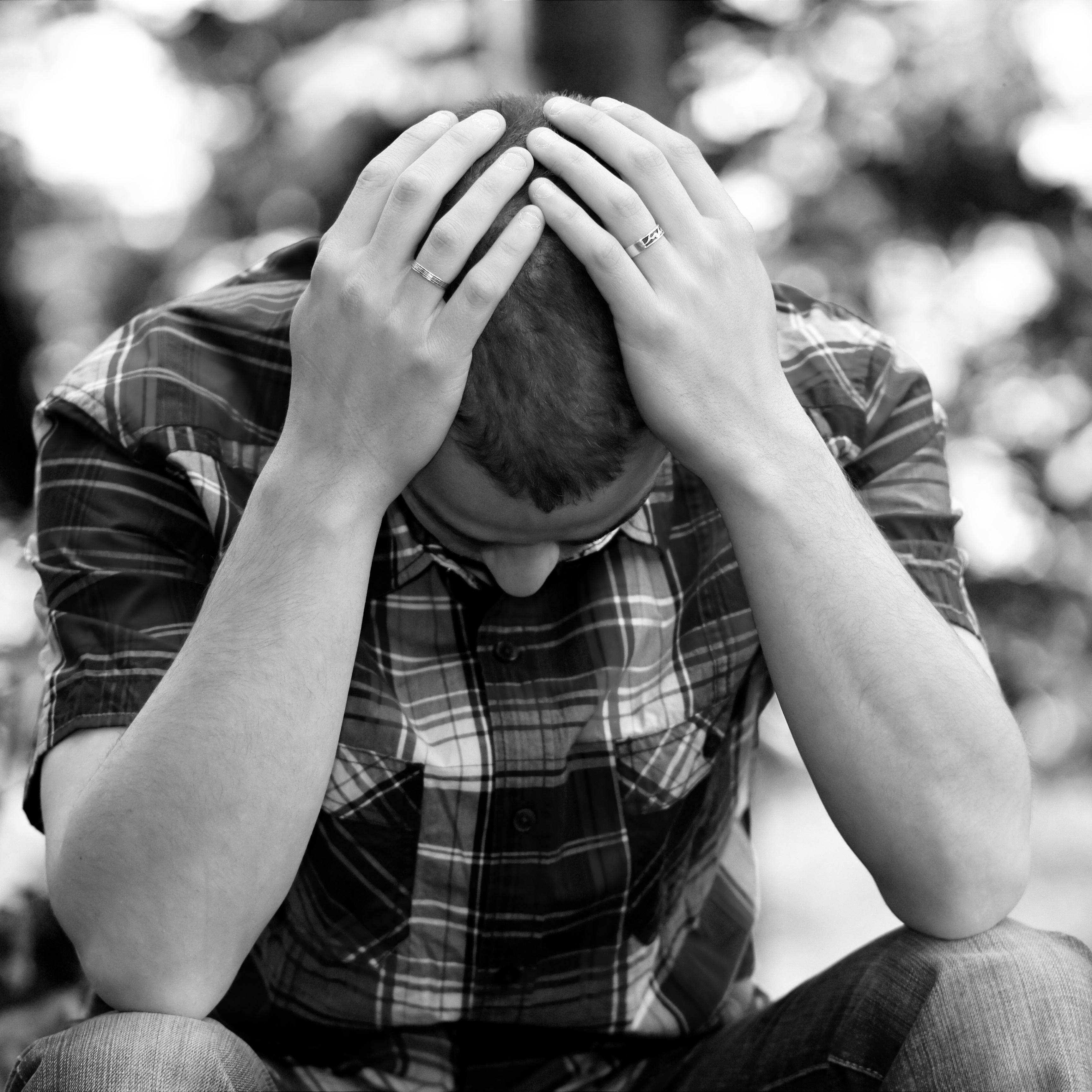
Des différences de genre existent en ce qui concerne la dépression.

Les femmes sont deux fois plus touchées que les hommes par la dépression. Cela dit ce constat n'est pas observé chez les enfants.
Pour étayer cela, Hyde se base sur deux méta-analyses.
La première réalisée par Twenge et Nolen-Hoeksema (2002) montre une faible différence entre les scores obtenus par les enfants et les adolescents. Ces études sur la dépression sont mesurées à partir du CDI (Children Depression Inventory). Les résultats obtenus indiquent pour les enfants âgés de 8 à 12 ans un d = 0,04 alors que pour les adolescents de 13 à 16 ans un d = −0,16. On explique cette faible différence au fait que lorsqu’on mesure la taille des effets (d de Cohen), on s’intéresse davantage aux moyennes. Cependant, pour mesurer la dépression, ce sont les scores extrêmes qui doivent être examinés. Il est à noter que l’échelle CDI mesure les tendances à développer une dépression. Chez les garçons, cette tendance reste stable dans le temps. Contrairement aux filles où l’on observe une aggravation (d = −0,22 pour les filles de 14 ans).
La deuxième méta-analyse réalisée par Luppa et al. (2012) rapporte que les femmes âgées (plus de 75 ans) sont plus déprimées que les hommes de cette même tranche d’âge (d = 1,4 contre d = 2,2).
L’ABC model de Hyde et al. explique pourquoi les femmes ont tendance à être plus déprimées que les hommes. Trois facteurs (biologiques, affectifs et cognitifs) convergent vers un état dépressif. En ce qui concerne les facteurs biologiques, les hormones ainsi que les facteurs génétiques expliqueraient une tendance plus accrue à la dépression, principalement lors de la puberté. Alors que pour les facteurs affectifs, ce sont les événements de vie négatifs associés à la vulnérabilité (préexistante) chez l’individu, et plus particulièrement chez les filles, qui expliqueraient la dépression.
Le dernier facteur concerne la cognition. Elle est abordée sous trois aspects : le désespoir, la conscience du corps (l’individu observe et critique leur apparence, leur corps) et la rumination. Le désespoir sera étudié par Abramson et al. à travers la théorie de l'impuissance-désespoir.
En conclusion, les études montrent qu’il existe une différence des genres au niveau de la dépression. Celle-ci apparaîtrait dès l’adolescence, et serait plus observée chez les femmes.

#### Rumination
Comme dit ci-dessus, la rumination est vue par certains théoriciens comme un facteur de la dépression. Mais, elle peut également être perçue comme un comportement pathologique à part entière. C’est d’ailleurs de cette manière que Rood et al. la perçoivent dans leur méta-analyse. Ces auteurs montrent un d = −0,14 pour les échantillons d'enfants alors que le d de Cohen obtenu par les échantillons des adolescents, est de −0,36. De ce fait, tout comme la dépression, la rumination s’accroît avec l’âge.

#### Estime de soi

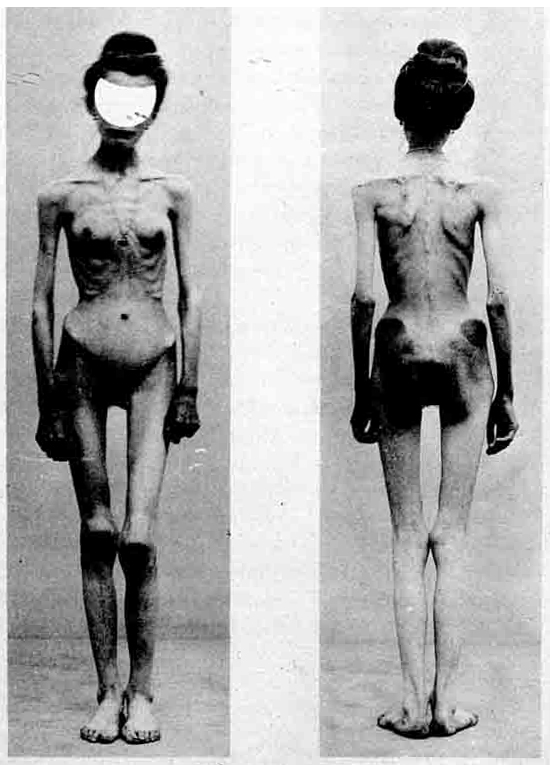
L'anorexie chez une femme.

De manière générale, les femmes ont plus souvent des problèmes d'estime de soi que les hommes. Une méta-analyse menée par Kling et al. a démontré une différence favorisant les hommes (d = 0,21). Toutefois, cette différence est très faible. D’autres méta-analyses ont permis de rendre compte que certaines caractéristiques chez les hommes favorisent leur "estime de soi" : l’apparence physique (d = 0,35), la sportivité (d = 0,41) et l’autosatisfaction (d = 0,33). Cependant dans ces analyses, les femmes ont des scores plus élevés que les hommes en ce qui concerne les conduites comportementales (d = –0,17) et morales (d = –0,38). Aucune différence n’a été observée en ce qui concerne les aspects sociaux, scolaires et familiaux.

#### Schizophrénie
Selon la littérature, les hommes seraient plus atteints de schizophrénie que les femmes. Pour vérifier cette affirmation, André Aleman, René Kahn et Jean-Paul Selten ont repris les études anglaises réalisées sur le sujet entre janvier 1980 et septembre 2001. Ils ont calculé sur l’ensemble des parutions un indice de 1,42. Cet indice permet d'indentifier la présence de la schizophrénie chez les hommes par rapport aux femmes (rapport de risque). Néanmoins, s'il a été démontré que le risque est plus élevé chez les hommes de voir apparaître la pathologie. La schizophrénie n’est pas forcément plus importante chez ces derniers. On peut simplement conclure que la schizophrénie est plus facilement repérable chez les hommes.

#### Troubles alimentaires
Les facteurs socio-culturels et les facteurs écologiques jouent un rôle important dans l'apparition des troubles des conduites alimentaires. Ainsi, aux États-Unis, les adolescentes et les jeunes femmes sont plus susceptible de souffrir de troubles de l'alimentation (boulimie et anorexie). En plus de causer des problèmes de santé physique (perte de poids par exemple), les troubles alimentaires peuvent être associés à d'autres pathologies telles que la dépression, l'anxiété voire les TOC. Cependant, une étude menée auprès des personnes de culture arabe a permis de démontrer une prévalence similaire pour les hommes et les femmes en ce qui concerne la boulimie et l'anorexie.

### Personnalité
Des méta-analyses ont permis d'identifier les différences et les similitudes dans différents domaines liés à la personnalité.
Le tempérament

Différents tempéraments

Une méta-analyse a été réalisée par Else-Quest et al. sur des enfants âgés entre 3 mois et 13 ans. Plusieurs modèles théoriques ont montré que le tempérament pouvait se diviser en trois facteurs : le contrôle volontaire (p. ex., attention, persistance), l'affectivité négative (p. ex., émotion, détresse, peur, tristesse) et la réactivité émotionnelle positive (surgency) (p. ex., activité, impulsivité).
Les résultats sont les suivants : les femmes présentent des scores plus élevés que les hommes pour le contrôle de l’inhibition (d = −0,41) et l’attention (d = −0,23). Au niveau de l'affectivité négative, aucune différence n'est observée. Ces résultats sont surprenants étant donné le lien de l’affect négatif et de la dépression selon les genres. Au niveau de l'impulsivité, une différence de genre, favorisant les hommes, existe et celle-ci est de d = 0,18.
La personnalité

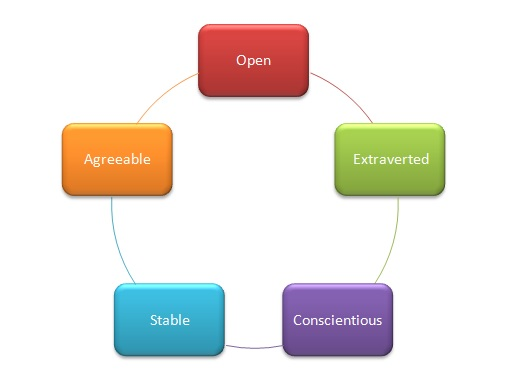
Le Modèle du Big Five (Costa & McCrae, 1992)

Les différences de personnalité s'évaluent par exemple selon le modèle du Big Five : Ce modèle décrit 5 grands traits ou facteurs de personnalité : l’ouverture à l’expérience, la conscienciosité, l’extraversion, l’agréabilité et le neuroticisme. Les différences entre hommes et femmes en termes de personnalité ont généralement une taille d'effet (ou un d de Cohen) faible ou moyen. 
Les femmes obtiennent toujours de meilleurs résultats que les hommes pour ce qui est de l'agréabilité et de ses mesures connexes, à savoir la compassion, la politesse, la confiance, l’altruisme ou encore la modestie ,,,. 
Les femmes obtiennent généralement de meilleurs résultats dans le domaine de l’extraversion, mais la différence est faible : cela s’explique par l'existence de différences entre les sexes dans des directions opposées au niveau des différentes facettes de l’extraversion. Les femmes ont tendance à obtenir de meilleurs résultats que les hommes pour ce qui est de la chaleur (warmth, intérêt et amabilité à l’égard des autres), de la sociabilité (gregariousness, préférence pour la compagnie des autres) et des émotions positives, tandis que les hommes obtiennent de meilleurs résultats que les femmes pour ce qui est de l'affirmation de soi et de la recherche d'excitation,,. 
On a constaté que les femmes obtiennent des scores plus hauts que les hommes en névrosisme de manière générale, ainsi que sur la plupart des 6 facettes du névrosisme. L’effet mesuré est généralement moyen. De plus, les femmes obtiennent également de meilleurs résultats que les hommes pour des mesures connexes d’instabilité émotionnelle, comme les indices d'anxiété. La seule facette du névrosisme dans laquelle les femmes n'obtiennent pas toujours de meilleurs résultats que les hommes est la colère ou l'hostilité. 
Les femmes obtiennent des résultats un peu plus élevés que les hommes pour certaines facettes de la conscience, comme l'ordre, le sens du devoir et l'autodiscipline,. Ces différences, cependant, ne sont pas uniformes d'une culture à l'autre, et aucune différence significative entre les sexes n'a généralement été constatée dans la conscienciosité de manière générale. Néanmoins, dans l’étude de Weisberg de 2011, une différence significative entre les sexes a été constatée pour l'ordre (l’un des deux aspects de la conscienciosité), où les femmes obtiennent de meilleurs scores que les hommes. L'aspect de l'ordre reflète les traits liés au maintien de l'ordre et de l'organisation, y compris le perfectionnisme. 
On ne constate généralement pas de différences très significatives entre les sexes au niveau de l'ouverture au niveau le plus général du domaine, ce qui s’explique par des divergences dans les sous-catégories de l’ouverture. En effet, on a constaté que les femmes obtiennent de meilleurs résultats que les hommes en ce qui concerne les aspects esthétiques et émotionnels, tandis que les hommes ont tendance à obtenir de meilleurs résultats en ce qui concerne les idées,,. 
L'impulsivité
Une méta-analyse réalisée par Cross et al. s'est basée sur plusieurs échantillons de personnes âgées de 11 ans et plus. Cette méta-analyse examine les différences d’impulsivité dans trois types de situation : la récompense, la punition et le contrôle volontaire. Les femmes seraient plus sensibles aux punitions (d = -0,33). Au niveau de la récompense, il n'existe aucune différence de genre et contrairement à ce que nous pourrions penser, la même constatation peut être réalisée au niveau du contrôle volontaire. Par contre, les hommes montrent plus de recherche de sensation que les femmes (d = 0,41).
Les intérêts

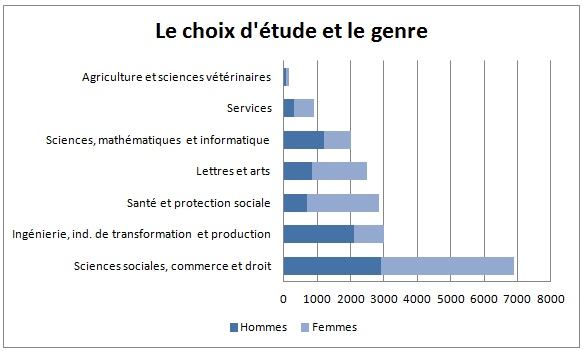
Le choix d'étude et le genre

Le terme intérêt se définit comme le « souci de ce qui va dans le sens de quelque chose, de quelqu'un, qui leur est favorable, constitue pour eux un avantage ». D'après les statistiques, nous remarquons que les femmes sont en majorité attirées par des métiers de type social et littéraire comme la santé, les sciences sociales, etc. Les hommes, quant à eux, sont attirés par des métiers liés aux mathématiques comme la science, l'informatique, etc.
Su et al. ont résumé différentes méta-analyses comme ceci « les hommes et les choses, les femmes et les personnes ». C'est d'ailleurs dans cette dimension que la différence est la plus importante (d = 0,93). En effet, les femmes seraient plus intéressées par le contact humain et les hommes, par les choses. Selon ces méta-analyses, il existe des différences, favorisant les hommes, au niveau de l’ingénierie (d = 1,11), des sciences (d = 0,36) et des mathématiques (d = 0,34). Toutefois, les différences de genre au niveau des intérêts ne sont pas immuables et peuvent éventuellement dépendre des facteurs socioculturels.
Les jouets
Cette dimension se base sur des recherches réalisées auprès d'enfants cisgenres. Elles ont démontré qu'à l'âge de deux ans, les enfants [cisgenres] préféraient les jouets appropriés[Quoi ?] pour leur genre. Cette différence s'affirme davantage lors de la période préscolaire. En définitive, l'enfant valorise rapidement des comportements qui sont en adéquation avec son genre.
Alors que les sciences sociales expliquent les différences entre les sexes en matière de préférence pour les jouets par l'influence des processus de socialisation, des parents ou de pairs qui encouragent le jeu avec des jouets sexospécifiques. De nouvelles études ont révélé des similitudes entre les humains et les singes. Les similitudes avec les résultats humains démontrent que de telles préférences peuvent se développer sans influence sociale explicite et que les préférences des enfants reflètent des biais comportementaux et cognitifs influencés par les hormones.
Une revue systématique et une méta-analyse de 75 études études précédentes montre que les garçons préfèrent les jouets liés aux garçons plus que les filles, et les filles inversement préfèrent les jouets liés aux filles plus que les garçons. Ces différences sont importantes (d ≥ 1,60). Les filles préfèrent également les jouets que les chercheurs ont classés comme neutres ddavantage que les garçons (d = 0,29). Les préférences pour les jouets typiques du sexe par rapport au sexe atypique sont également importantes et significatives (d ≥ 1,20), et les filles et les garçons présentent des différences liées au sexe d'une ampleur similaire. Lorsque seuls des jouets comme les poupées et les véhicules sont pris en compte, les différences intrasexes sont encore plus importantes et de taille comparable pour les garçons et les filles.
Les couleurs

Le spectre des couleurs.

Le choix des couleurs est influencé par l'entourage social. En effet, les nourrissons ne sont pas immédiatement attirés par une couleur en particulier. En réalité, ces préférences stéréotypées de la fille pour le rose et du garçon pour le bleu apparaissent après deux ans.

### Communication
Selon Goffman et Cosnier, le langage ne peut moduler à lui seul la communication. L’interaction intervient aussi et se définit comme « des processus d’influence mutuelle qu’exercent les uns sur les autres les participants à l’échange [...] mais c’est aussi le lieu où s’exerce ce jeu d’actions et de réactions : une interaction, c’est une rencontre, c’est-à-dire l’ensemble des événements qui composent un échange ».
C’est ainsi que se forme l’interaction communicative puisque cette dernière comprend le langage, la communication nécessaire à l’échange et les moyens pouvant affecter les processus de communication. Elle se marque également par des actions verbales et corporelles. Dans ce cadre, les locuteurs doivent avoir la connaissance ou la capacité de comprendre ce que l’autre tente de transmettre comme information via l’action, le geste et la parole. Il faut donc que chacun possède un cadre social de référence et des contrats de communication identiques.
Le contrat de communication, précédemment énoncé, renvoie au fait qu’une personne comprenne ce qu’une autre lui dit, dans un contexte particulier. Chabrol et Olry-Louis nous donnent à cet effet un exemple : « savoir si Marie désire du café, ce à quoi cette dernière répond : les excitants m’empêchent de dormir ». Face à une telle réponse, l’interlocuteur doit refuser ou accepter selon le contenu et faire appel à sa pensée et sa réflexion. Pour cela, il est nécessaire que les deux locuteurs partagent le même contrat de communication. Ce dernier se définit « comme un système de reconnaissance entre les interlocuteurs ». Sans cela, les échanges peuvent être difficiles, voire impossibles. Le contrat de communication nous fait donc comprendre l'importance des comportements verbaux et non verbaux ainsi que leur compréhension entre locuteurs.
La communication verbale comme la non verbale, soit les interactions communicatives, qui permettent de déceler les émotions, les intentions du locuteur, aident aux dialogues et aux échanges. Les interactions communicatives font l’objet de nombreuses recherches notamment dans le domaine de la psychologie. Ces interactions s’insèrent dans la construction commune d’une solution mais aussi dans des situations d’incompréhension. Les relations peuvent influencer ces échanges et déboucher sur des comportements propres au contexte, au genre et à la personne.

#### Communication verbale

##### Interruptions
Anderson et Leaper ont réalisé une méta-analyse sur les interruptions. Ces dernières se définissent comme le moment où un deuxième interlocuteur usurpe le droit d’un autre interlocuteur de continuer à parler en prenant la parole dans la conversation, et ceci, sans évidence que le premier interlocuteur souhaite abandonner son tour de parole.
Anderson et Leaper ont relevé dans leur analyse différentes catégories d’interruptions. Cependant, ils ne se sont intéressés qu’à une seule d’entre elles, les interruptions dites intrusives. Ces dernières correspondent au moment où l’interlocuteur interrompt avec succès et s'approprie donc la parole. Elles répondent à une motivation de domination.
Contrairement à certaines croyances, les hommes ne réaliseraient pas plus d’interruptions intrusives que les femmes.
Anderson et Leaper ont alors réalisé une expérience dont les résultats n’apparaissent pas significatifs (d = 0,15) : les hommes n’interrompent pas plus que les femmes. Toutefois, l'importance de ces différences dépendraient de différents facteurs :
- En ce qui concerne le genre du premier auteur, les différences de genre apparaitraient plus dans les études ayant comme premier auteur une femme (d = 0,54) ;
- Par rapport à la composition des groupes, les hommes interrompraient davantage, de manière intrusive, que les femmes dans des interactions non mixtes (d = 0,24) ;
- Concernant la taille des groupes, les hommes interrompraient plus en groupe (d = 0,63) qu’en dyade (d = 0,13) ;
- Selon la variable familiarité, les interruptions intrusives arriveraient plus entre les étrangers (d = 0,38) qu’entre les connaissances (d = 0,19) ;
- Les conditions naturelles d’observations (d = 0,76) semblent plus propices à l’apparition de différences de genre ;
- Enfin, les activités de type non structuré sont plus enclins à favoriser les différences de genre (d = 0,73).

En conclusion, les résultats de cette méta-analyse soulignent que les différences de genre seraient donc influencées par des facteurs situationnels plutôt que des différences propres au genre.

##### Loquacité
La loquacité correspond au débit de parole. Contrairement au stéréotype, les hommes seraient plus bavards que les femmes (d = 0,14). Ce constat diffère selon certaines situations :
- les hommes seraient légèrement plus loquaces lors d’interactions dyadiques (d = 0,16) que lors d’interactions groupales (d = 0,07) ;
- les hommes seraient plus bavards dans les groupes mixtes (d = 0,28) que les groupes non mixtes (d = 0,08) ;
- aussi, les effets de genre seraient légèrement plus importants dans des études réalisées en laboratoire (d = 0,17) que dans celles réalisées ailleurs (d = 0,03).

##### Discours affiliatif
Le discours affiliatif correspond à  un discours permettant d'établir des relations. Les femmes auraient tendance à avoir un discours plus affiliatif que les hommes (d = 0,12). Ce constat varie selon certaines situations :
- Les groupes contenant des étrangers (personnes ne se connaissant pas) seraient plus enclin à utiliser un discours plus affiliatif (d = 0,20) que les groupes constitués de personnes proches (d = 0,02) ;
- Les groupes du même sexe (d = 0,33) emploieraient un discours davantage affiliatif que les groupes mixtes (d = 0,01).

##### Discours autoritaire
Le discours autoritaire est un discours de pouvoir. Les hommes utiliseraient un discours plus autoritaire que les femmes (d = 0,09). Ce constat varie selon certaines situations :
- Les différences de genre seraient légèrement plus grandes pour les groupes du même sexe (d = 0,29) que pour les groupes mixtes (d = 0,03) ;
- Lorsque le chercheur est présent lors de l'interaction, les différences de genre augmenteraient faiblement dans le discours (d = 0,46) et diminueraient quand le chercheur est absent (d = 0,10).

##### Intonation
D’après Lakoff, les femmes répondraient la plupart du temps à une question avec une intonation plutôt montante que descendante. À travers cela, elles démontreraient plus de douceur et même parfois un manque de confiance. Au contraire, les hommes utiliseraient plus une intonation descendante afin de montrer qu’ils sont confiants dans ce qu’ils disent. Une intonation descendante serait significative de plus de confiance et de pouvoir pour les hommes.

##### Mensonges
Quelques études anglo-saxonnes ont étudié les différences sur le mensonge entre les hommes et les femmes. Celles-ci ont été abordées par Biland qui en explicite les différentes conclusions :
- Les femmes mentent autant que les hommes. Néanmoins, celles-ci ont plus tendance à utiliser des mensonges altruistes (à hauteur de 50 %). Les hommes, quant à eux, utilisent plutôt les mensonges égoïstes. L'auteure signale aussi que les femmes utilisent le mensonge altruiste auprès d'autres femmes dans la plupart des cas.
- Les femmes ont tendance à exagérer leur sentiment afin de ne pas blesser quelqu'un. En revanche, les hommes qui mentent sont plus laconiques et circonspects. Globalement, une femme sera plus aimable et agréable qu'un homme placé dans les mêmes conditions d'un mensonge.
- Les femmes, lorsqu'elles mentent, se sentent plus coupables, plus anxieuses et plus effrayées de leur mensonge que les hommes. De plus, lorsqu'une femme perçoit qu'elle est la cible d'un mensonge, elle y voit un évènement fort négatif qui entache sa relation. Cela marquera celle-ci de manière profonde et durable.

#### Communication non verbale

##### Sourires

Sourire

Le sourire est une expression faciale pouvant prendre différentes formes dans une infinité improbable de situations. À l’heure actuelle, il est davantage considéré comme un moyen de s’afficher aux autres que comme un signe d’émotion sous-jacent. Lafrance et al. soulignent dans leur méta-analyse plusieurs perspectives théoriques quant aux différences de genre concernant les sourires. Ils avancent que la possibilité d’apparition, à divers degrés, des différences de genre pour les sourires dépend de l’environnement social et des normes sociales. Afin de mieux comprendre les différences de genre possible, les auteurs proposent d’analyser celles-ci selon 3 facteurs contextuels centraux : les normes fondées sur le genre, les contraintes situationnelles et les contextes émotionnels.
Pour ces facteurs, plusieurs prédictions ont été réalisées :
- Au niveau des normes fondées sur le genre : après avoir déterminé plusieurs variables modératrices (culturelles, développementales, démographiques, etc.), ils supposent que les comportements expressifs, tel que les sourires, sont influencés par le partenaire présent et le contexte dans lequel les comportements se produisent[81].
- Au niveau des contraintes situationnelles : les auteurs prédisent que les comportements expressifs sont engendrés et guidés par les situations, les rôles et les tâches des individus.

Les différences de genre apparaîtraient quand les hommes et les femmes occuperaient des rôles différents dans la société. Celles-ci seraient moins importantes quand les hommes et les femmes occuperaient des rôles similaires, des contraintes d’expériences égales et des mêmes attentes comportementales.
- Au niveau des contextes émotionnels : l’importance des différences de genre varieraient selon le degré d’implication des individus dans une situation émotionnelle. Celle-ci serait plus importante quand les émotions sont négatives. De plus, les femmes sembleraient plus aptes à les gérer que les hommes[81].

Leurs résultats avancent que les femmes et les adolescentes souriraient plus que les hommes et les adolescents (d = 0,41). L’ampleur de cette différence de genre varie selon plusieurs variables modératrices.
En effet, les caractéristiques des études elles-mêmes peuvent influencer les différences de genre au niveau des sourires:
- Le sexe du premier auteur : lorsque le premier auteur est de sexe masculin, les différences de genre seraient plus importantes et montreraient que les hommes sourient moins que les femmes (d = 0,43).

De plus, l’importance des différences de genre pour les sourires dépendrait des caractéristiques des groupes mais également des conditions sociales des personnes. Même si les femmes sourient plus que les hommes, cette différence varierait selon:
- La nationalité : les différences de genre « sourire » seraient plus importantes chez les Canadiens (d = 0,59) et chez les Américains (d = 0,45).
- L’ethnie : en Amérique, les différences de genre seraient davantage importantes chez les personnes de type caucasien (d = 0,43).
- L’âge : les différences de genre seraient plus prononcées chez les personnes âgées de 13 à 17 ans (d = 0,56) et celles âgées de 18 à 23 ans (d = 0,45).
- L’âge des partenaires : les personnes souriraient plus lorsque leur partenaire est âgé de 18 à 23 ans (d = 0,40). De plus, les différences de genres seraient plus importantes quand les deux partenaires sont du même âge (d = 0,44).
- Le sexe des partenaires : lorsque le partenaire est de sexe féminin, les différences de genre seraient moins importantes (d = 0,29) que s'il est masculin (d = 0,55). Enfin, les dyades de même sexe (d = 0,48) entraîneraient encore plus de différences au niveau des sourires que les dyades de sexe différent (d = 0,35).

En outre, les modalités imposées lors des expériences menées au sein de chaque étude renforceraient ou non les différences de genre concernant le sourire :
- Quand les participants sont clairement informés qu’ils sont observés, les différences de genre seraient plus importantes (d = 0,46).
- Les conditions de type « laboratoire » d’observation seraient plus propices aux différences de genre (d = 0,43).
- Les différences de genre seraient plus importantes quand les participants reçoivent l'instruction d’être familier entre eux (d = 0,53).
- Lorsque les participants sont seuls (d = 0,50) ou en interaction avec un autre « imaginaire » (exemple : une caméra) (d = 0,63), l’ampleur des différences de genre serait plus grande.
- Les interactions, comme les vifs débats, favoriseraient des différences de genre au niveau des sourires (d = 0,40).

Enfin, les contraintes situationnelles imposées aux personnes ou encore les contextes émotionnels (comme les tensions sociales) pourraient influencer les différences de genre concernant le sourire:
- Quand les participants réalisent des tâches exigeant d’être persuasif, les différences seraient plus importantes (d = 0,61).
- Les femmes et les adolescentes souriraient plus quand le climat émotionnel est stressant (d = 0,47), embarrassant (d = 0,70) et enclin à des révélations (d = 0,64).

### Conséquences

#### Différences de genre et management
Les hommes et les femmes gèreraient leurs équipes de manières différentes et utiliseraient des styles de leadership qui divergent. Le style de leadership des hommes serait davantage centré sur la compétition, tandis que celui des femmes sur la coopération.
En effet, les hommes feraient appel aux instructions données et donc, à la hiérarchie. Les femmes préféraient quant à elles travailler en équipe. Les attentes des hommes et des femmes divergent: les hommes attendraient uniquement des résultats alors que les femmes chercheraient plus une production de qualité. Le style de leaderschip des hommes comme des femmes serait lié à des caractéristiques. Les hommes seraient dans la stratégie, dans l'analyse sans se montrer sensible envers leur équipe. Les femmes feraient preuve de plus d'empathie, de collaboration et d'exigence.

### Ouvrages grand public
- John Gray, Les hommes viennent de Mars, les femmes viennent de Vénus, J'ai Lu, coll. « Bien-être. Psychologie », 2003, 342 p. (ISBN 2-290-33672-6)

### Ouvrages académiques
- Laure Bereni, Sébastien Chauvin, Alexandre Jaunait et Anne Revillard, Introduction aux gender studies : Manuel des études sur le genre, Bruxelles, De Boeck, coll. « Ouvertures politiques », 2008, 247 p. (ISBN 978-2-8041-5341-0, lire en ligne)
- Frans de Waal (trad. de l'anglais), Differents : Le genre vu par un primatologue, Paris, Éditions Les Liens qui libèrent, 2022, 480 p. (ISBN 979-1020911117).
- Vincent Yzerbyt, Isabelle Roskam et Annalisa Casini, Les psychologies du genre : regards croisés sur le développement, l'éducation, la santé mentale et la société, Bruxelles, Mardaga, 2021, 330 p. (ISBN 978-2-8047-0935-8 et 2-8047-0935-3, OCLC 1263182997, lire en ligne)